# Geschichte Londons
Die Geschichte Londons umfasst rund 2000 Jahre. Eine keltische Besiedlung ist unsicher. Um das Jahr 50 n. Chr. gründeten die Römer die Stadt Londinium. Nach dem Ende des Römischen Reiches wurde die Stadt während der Eroberung Großbritanniens durch die Angelsachsen zerstört. Ende des 9. Jahrhunderts wurde London neu gegründet.

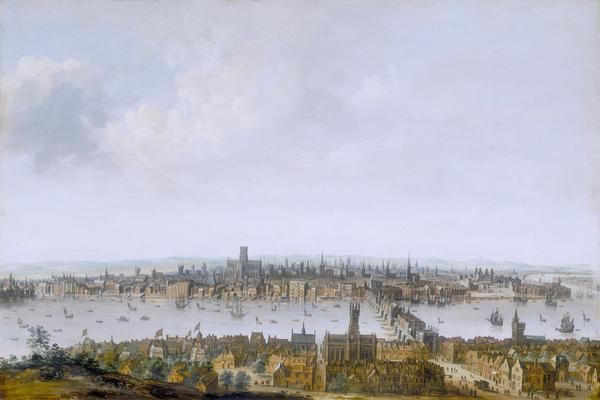
London um 1630

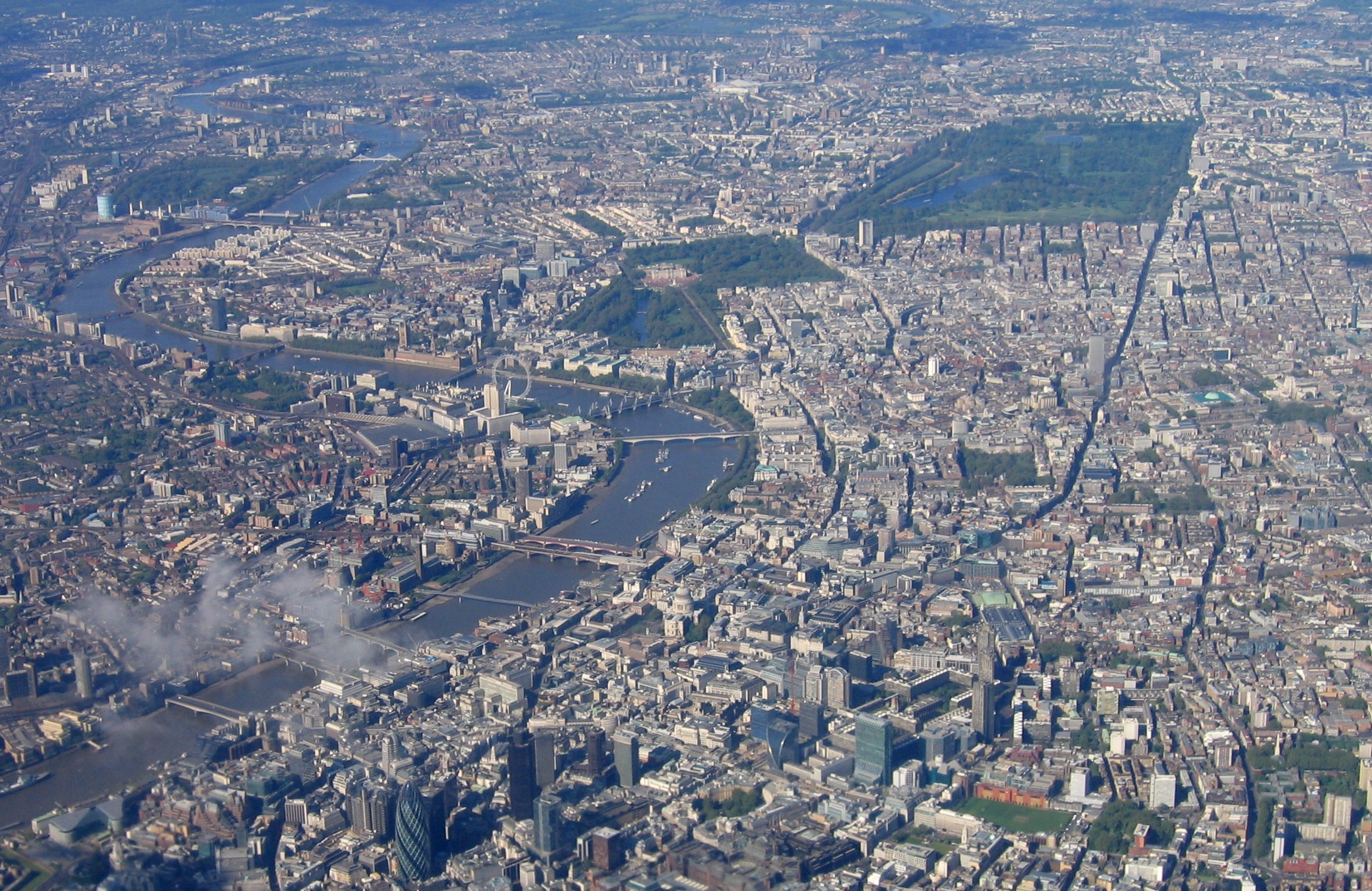
Das Stadtzentrum Londons im Jahr 2005

Nach der normannischen Eroberung im Jahr 1066 wurde London anstelle von Winchester Hauptstadt des Königreichs England. Im Mittelalter musste die Stadt mehrere Male Plünderungen durch aufständische Bauernheere erdulden. Durch die Reformation wurde die Macht der Kirche gebrochen, die bis dahin rund die Hälfte des Bodens besaß; die Neuverteilung kirchlicher Güter leitete eine Ära des wirtschaftlichen Wachstums ein und London stieg zu einer führenden Handelsstadt auf.
Mit der Großen Pest und dem Großen Brand prägten zwei unmittelbar aufeinander folgende Katastrophen die Jahre 1665 und 1666. Doch die Stadt erholte sich rasch von diesen Rückschlägen und nahm parallel zum größer werdenden Einfluss Englands weiter an Bedeutung zu. Im Laufe des 19. Jahrhunderts entwickelte sich London zur größten Stadt der Welt und zur Hauptstadt des weltumspannenden Britischen Empires; innerhalb weniger Jahrzehnte vervielfachte sich die Bevölkerung.
Der Ausbau der Verkehrsverbindungen führte in der ersten Hälfte des 20. Jahrhunderts zu einer fast ungebremsten Ausdehnung des bebauten Gebiets und London wuchs weit über seine historischen Grenzen hinaus. Während des Zweiten Weltkriegs wurden weite Teile der Stadt durch deutsche Luftangriffe zerstört. Nach Kriegsende sank die Einwohnerzahl beträchtlich, da viele Londoner sich in neuen Satellitenstädten niederließen. 1965 wurde die Verwaltungsregion Greater London geschaffen, die den gesamten Ballungsraum umfasst. Im brachliegenden Hafengebiet der Docklands begann in den 1980er Jahren ein umfangreiches Stadtentwicklungsprogramm, viele neue Hochhäuser und Wolkenkratzer entstanden.

## Gründungslegenden und Vorgeschichte
Laut der Historia regum Britanniae, der mittelalterlichen Mythologie von Geoffrey von Monmouth, wurde London durch den Trojaner Brutus gegründet, nachdem er die Riesen Gog und Magog besiegt hatte. Angeblich hieß die Stadt zuerst Troia Nova, woraus später Trinovantum wurde (die Trinovanten waren ein keltischer Stamm, der in der Gegend siedelte). Monmouth erzählte von zahlreichen sagenhaften Königen und schmückte sein Werk mit frei erfundenen Geschichten über das prähistorische London. So soll König Lud die Stadt in CaerLudein umbenannt haben, woraus sich später London ableitete. Angeblich wurde Lud unter dem Ludgate begraben, dem westlichen Stadttor Londons.
Trotz umfangreicher Ausgrabungen haben Archäologen bis heute keinerlei Spuren einer prähistorischen britannischen Siedlung entdeckt. Es gibt zwar einige verstreute Funde von landwirtschaftlichen Geräten und Gräbern sowie Spuren einer Besiedlung, die jedoch nicht von größerer Bedeutung sind. Heute gilt es als unwahrscheinlich, dass in vorrömischer Zeit eine Stadt existierte. Ausgrabungen der Abteilung für urbane Archäologie des Museum of London seit den 1970er Jahren konnten die Existenz einer bedeutenden Siedlung vor dem Jahr 50 n. Chr. nicht nachweisen. Der Fund weiterer Siedlungsspuren ist jedoch nicht ausgeschlossen, da selbst die römische Stadt nur zu einem Teil erforscht worden ist.
Aufschlussreiche Funde wie der Battersea-Schild in der Themse bei Chelsea deuten darauf hin, dass die Umgebung der späteren Stadt eine gewisse Bedeutung hatte. Es wurden Überreste von Dörfern bei Egham und Brentford und die Ruinen einer Hillforts in Uppall entdeckt, jedoch keine Stadt auf dem Gebiet der heutigen City of London. Mehrere Holzpfähle, die 1999 in der Themse gegenüber dem Gebäude des Secret Intelligence Service gefunden wurden, deuten auf die Existenz einer Brücke oder eines Bootsstegs vor rund 3500 Jahren hin.

## Römer

Karte des antiken Londiniums

Die Römer eroberten im Jahr 43 n. Chr., während der Regierungszeit von Kaiser Claudius, das heutige England. Archäologen gehen heute davon aus, dass Londinium ein paar Jahre nach der Invasion als zivile Siedlung entstanden ist. Entlang der einstigen, in Ost-West-Richtung verlaufenden römischen Hauptstraße wurde beim Neubau des Hauses No 1 Poultry eine hölzerne Abwasserleitung entdeckt. Die dendrochronologische Untersuchung ergab, dass sie aus dem Jahr 47 n. Chr. stammt; dies gilt als wahrscheinlichstes Gründungsjahr der Stadt.
Man nimmt an, dass der Ortsname vorrömischen Ursprungs ist, auch wenn über die genaue Bedeutung Unklarheit herrscht. Der Linguist Richard Coates geht davon aus, dass der Ortsname vom vorkeltischen (ureuropäischen) Wort Plowonida abgeleitet wurde, was ungefähr „Siedlung am breiten Fluss“ bedeutet. Eine andere Theorie lautet, dass der Ortsname keltischen Ursprungs ist und sich auf einen früher existierenden Bauernhof bezieht. Die Silbe Lond bedeutet „wild“ im Sinne von „überwachsen“ oder „bewaldet“. Inschriften und Wandzeichnungen lassen darauf schließen, dass Latein die Amtssprache war. Es kann davon ausgegangen werden, dass die Einheimischen einen britannischen Dialekt sprachen. Die Stadt war etwa eine Meile lang und knapp eine halbe Meile breit.

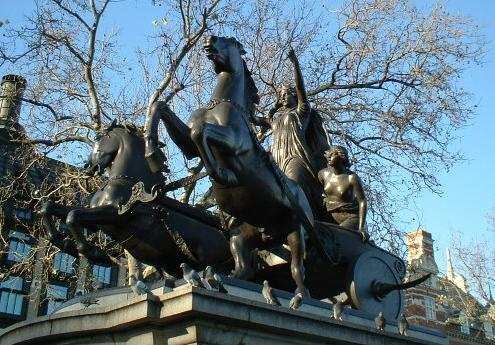
Boudicca-Statue in Westminster

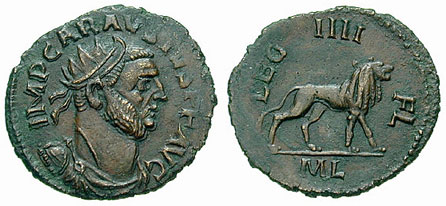
Carausius-Münze aus Londinium (ca. 290)

Im Jahr 60 oder 61 wurde Londinium durch den von Königin Boudicca angeführten Stamm der Icener überfallen. Eine bei Ausgrabungen entdeckte Schicht roter Asche lässt darauf schließen, dass die Stadt in Brand gesteckt und zerstört wurde. Nach der blutigen Niederschlagung des Boudicca-Aufstands wurde Londinium in kurzer Zeit wieder aufgebaut und wuchs in den folgenden Jahrzehnten beständig an. Londinium ersetzte Camulodunum (Colchester) als Hauptstadt der Provinz Britannien und um das Jahr 120 wurde mit rund 60.000 Einwohnern der Bevölkerungshöchststand erreicht. Seine Blütezeit hatte Londinium um die Mitte des 2. Jahrhunderts. In der Stadt standen die größte Basilika nördlich der Alpen, ein Regierungspalast, Thermen sowie eine große Festung für die städtische Garnison. Es gab auch mehrere Tempel; die 1954 entdeckten Überreste eines Mithras-Tempels in der Straße Walbrook gelten als bedeutendster archäologischer Fund der Römerzeit. Vom London Stone aus sollen die Entfernungen zu anderen römischen Städten gemessen worden sein. Unterhalb der im Jahr 100 begonnenen Basilika fand sich 2016 ein Fresko in 21 Lime Street, von dem ein großer Teil von 2,5 mal 1,5 m Fläche gehoben werden konnte.
Londinium blieb nicht lange Hauptstadt von ganz Britannien. Diese römische Provinz wurde im Jahr 197 in die Provinzen Britannia superior (Oberbritannien) und Britannia inferior (Niederbritannien) mit der Hauptstadt Eboracum (York) geteilt. Etwa um diese Zeit entstand der London Wall, eine Befestigungsanlage an der nördlichen, flussabgewandten Seite. Die Mauer definierte während Jahrhunderten die Ausdehnung der Stadt, einzelne Überreste sind erhalten geblieben.
Bedingt durch politische Instabilität und andauernde Wirtschaftskrisen begann im 3. Jahrhundert ein schleichender Niedergang. Um das Jahr 300 änderte sich die Provinzeinteilung Britanniens erneut; Londinium war nun die Hauptstadt der Provinz Maxima Caesariensis. Ende des 4. Jahrhunderts war London eine noch relativ wohlhabende Stadt mit einer gesunkenen Bevölkerungszahl und einer zusätzlichen Mauer auf der flusszugewandten Seite. Die Römer erklärten im Jahr 410 offiziell das Ende der Besetzung und zogen ihre Legionen zurück. Die Bewohner Britanniens waren nun sich selbst überlassen. Bis Mitte des 5. Jahrhunderts konnte eine kleine Anzahl wohlhabender Familien den römischen Lebensstil noch aufrechterhalten.
Nach dem Ende des Römischen Reiches war die keltoromanische Bevölkerung Britanniens den Raubzügen germanischer Stämme zunehmend schutzlos ausgeliefert. Laut Beda Venerabilis handelte es sich dabei um die Angeln, Sachsen, Jüten und Friesen. Es gibt kaum Hinweise darauf, was in dieser Zeit geschah. Londinium war möglicherweise Sitz einer nachrömischen Verwaltung. Die Angelsächsische Chronik berichtet, die Britannier seien nach Londinium geflohen, nachdem sie in der Schlacht von Creganford (möglicherweise Crayford, ca. 457 n. Chr.) von den Jüten besiegt wurden. Ende des 5. Jahrhunderts war die Stadt eine unbewohnte Ansammlung von Ruinen.

## Angelsachsen
Während mehrerer Jahrzehnte blieb die strategisch günstige Position an der Themse von den Angelsachsen ungenutzt. Die unmittelbare Umgebung der zerstörten Stadt Londinium wurde vorerst nicht besiedelt. Im Hinterland beidseits des Flusses entstanden jedoch einzelne kleine Dörfer. Mitte des 6. Jahrhunderts wurde die Gegend in das Königreich Essex integriert, das später auch ganz Middlesex und möglicherweise Surrey umfasste. 604 konvertierte König Sæberht zum Christentum und im selben Jahr ließ sich Mellitus, der erste historisch nachweisbare Bischof, in London nieder. Er legte den Grundstein der späteren St Paul’s Cathedral; diese soll der Legende nach über den Ruinen des Diana-Tempels entstanden sein (auch wenn Christopher Wren beim Neubau keinen Hinweis darauf fand). Unklar ist, welches Londinium Beda Venerabilis (II. 3) in seiner lakonischen Beschreibung Londons anlässlich des Besuches des Erzbischofs von Britannien im Jahr 604 meinte, in der er ein Handelszentrum vieler Völker aufführt: „Lundonia ciuitas est, super ripam praefati fluminis posita, et ipsa multorum emporium populorum terra marique uenientium“. Dieses ist jedoch bisher archäologisch nicht nachweisbar.
Im späteren 7. Jahrhundert wurde das angelsächsische Dorf Lundenwic („Siedlung London“) gegründet, rund eine Meile westlich von Londinium, das die Angelsachsen Lundenburgh („Festung London“) nannten. Das Dorf lag unweit des heutigen Bahnhofs Charing Cross. Die Mündung des River Fleet diente wahrscheinlich als Hafen für Handelsschiffe und Fischerboote. Ausgrabungen in jüngster Zeit haben ergeben, dass beim Covent Garden bereits zu Beginn des 7. Jahrhunderts ein weiteres Dorf existierte. Lundenwic kam um 730 unter die Kontrolle des Königreichs Mercia, das sich auf Kosten des Königreichs Essex ausgedehnt hatte. Im Jahr 825 übernahm das Königreich Wessex die Herrschaft.

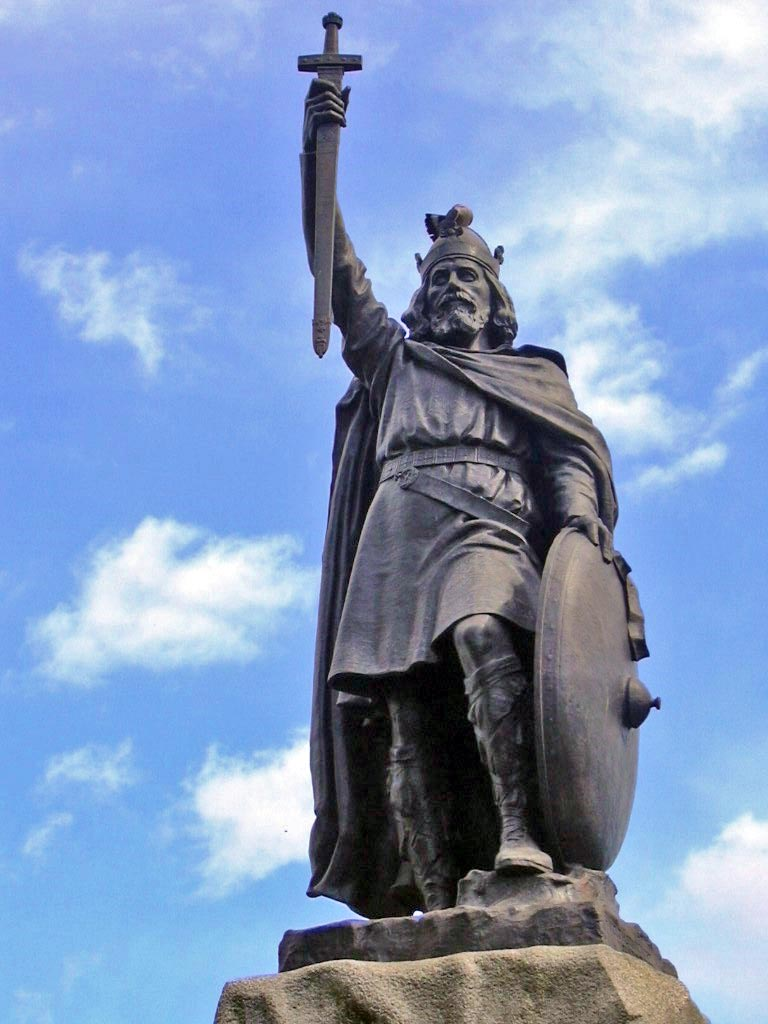
Alfred der Große
(Statue in Winchester)

Angriffe der Wikinger wurden ab etwa 830 immer häufiger. Dokumentiert sind Raubzüge in den Jahren 842 und 851. Im Jahr 865 folgte die Invasion von East Anglia und 871 hatten die Wikinger London erreicht; es ist jedoch nicht bekannt, was damals genau geschah. 878 konnte jedoch Wessex unter König Alfred dem Großen die von Guthrum angeführten Wikinger besiegen und zum Friedensschluss zwingen. Während der zehn darauf folgenden Jahre wurde das Gebiet innerhalb der römischen Stadtmauer wieder besiedelt. Die neu entstandene Stadt hieß Lundenburgh, Stadtmauer und Verteidigungsgraben wurden wieder instandgestellt. Als der Besiedlungsschwerpunkt sich wieder an den ursprünglichen Standort verlagerte, erhielt das ältere Dorf Lundenwic den Namen Ealdwic („alte Siedlung“); daraus entwickelte sich mit der Zeit die Bezeichnung Aldwych.
Alfred der Große ernannte 886 seinen Schwiegersohn, Ealdorman Æthelred von Mercia, zum Gouverneur. Um die Brücke zu kontrollieren, die damals neu errichtet wurde, ließ er am Südufer die befestigte Siedlung Suthringa Gewarc („Verteidigungsbauwerk der Männer von Surrey“) errichten, das heutige Southwark. Im selben Jahr erhielt die am Nordufer gelegene spätere City of London das Recht zur Selbstverwaltung. Nach Æthelreds Tod im Jahr 911 gelangte London unter direkte Herrschaft der englischen Könige. Im frühen 10. Jahrhundert hatte sich London zu einem bedeutenden Handelszentrum entwickelt. Auch wenn Winchester damals die Hauptstadt des Königreichs England war, so nahm die politische Bedeutung Londons stetig zu. Æthelstan hielt zahlreiche Versammlungen des Witenagemot in London ab, erließ hier Gesetze und gewährte der Stadt das Recht, eigene Münzen zu prägen. König Æthelred bevorzugte London als Hauptwohnsitz.
Während Æthelreds Herrschaft begannen die von Sven Gabelbart angeführten Wikinger wieder Raubzüge durchzuführen. Im Jahr 994 widerstand London erfolgreich einem Angriff, doch es folgten zahlreiche Raubzüge in der Umgebung der Stadt. 1013 wurde London belagert und Æthelred floh in die Normandie. Drei Jahre später gelang es Svens Sohn, Knut dem Großen, die Stadt zu erobern. 1042 übernahmen die Angelsachsen wieder die Herrschaft, als Knuts Stiefsohn, Eduard der Bekenner, den Thron bestieg. Nach dessen Tod war die Thronfolge ungeklärt. Sein Cousin, Herzog Wilhelm der Normandie, erhob Anspruch auf die englische Königswürde. Der Witenagemot ernannte jedoch Eduards Schwager Harold Godwinson zum König, der daraufhin in der Westminster Abbey gekrönt wurde. Als Reaktion darauf entsandte Wilhelm seine Armee, um England zu erobern.

## Mittelalter

Ausdehnung Londons im Jahr 1300

Die normannische Eroberung Englands im Jahr 1066 bedeutete das endgültige Ende der angelsächsischen Herrschaft. Harold Godwinsons Armee, durch die Schlacht von Stamford Bridge gegen die Wikinger erheblich geschwächt, unterlag in der Schlacht bei Hastings; der König starb auf dem Schlachtfeld. Wilhelm ließ Southwark niederbrennen, verschonte aber die Stadt. Stattdessen sammelte er seine Truppen im nordwestlich gelegenen Berkhamsted und wartete, bis die Räte der Stadt ihn als König anerkannten. Am Weihnachtstag 1066 wurde er in der Westminster Abbey gekrönt.
Der neue König (nun „der Eroberer“ genannt) ließ an der Themse drei Festungen errichten (Tower of London, Baynard’s Castle und Montfitchet Castle), um die Stadt vor weiteren Angriffen der Wikinger zu schützen und um mögliche Aufstände der Einheimischen zu verhindern. 1067 verlieh er der Stadt ein formelles Stadtrecht und bestätigte die während der Herrschaft der Angelsachsen erworbenen Privilegien. Sein Sohn Wilhelm Rufus ordnete 1097 den Bau der „Westminster Hall“ an. Diese Halle im flussaufwärts gelegenen Westminster wurde zur Hauptresidenz des Königs und ist der älteste Teil des Palace of Westminster.

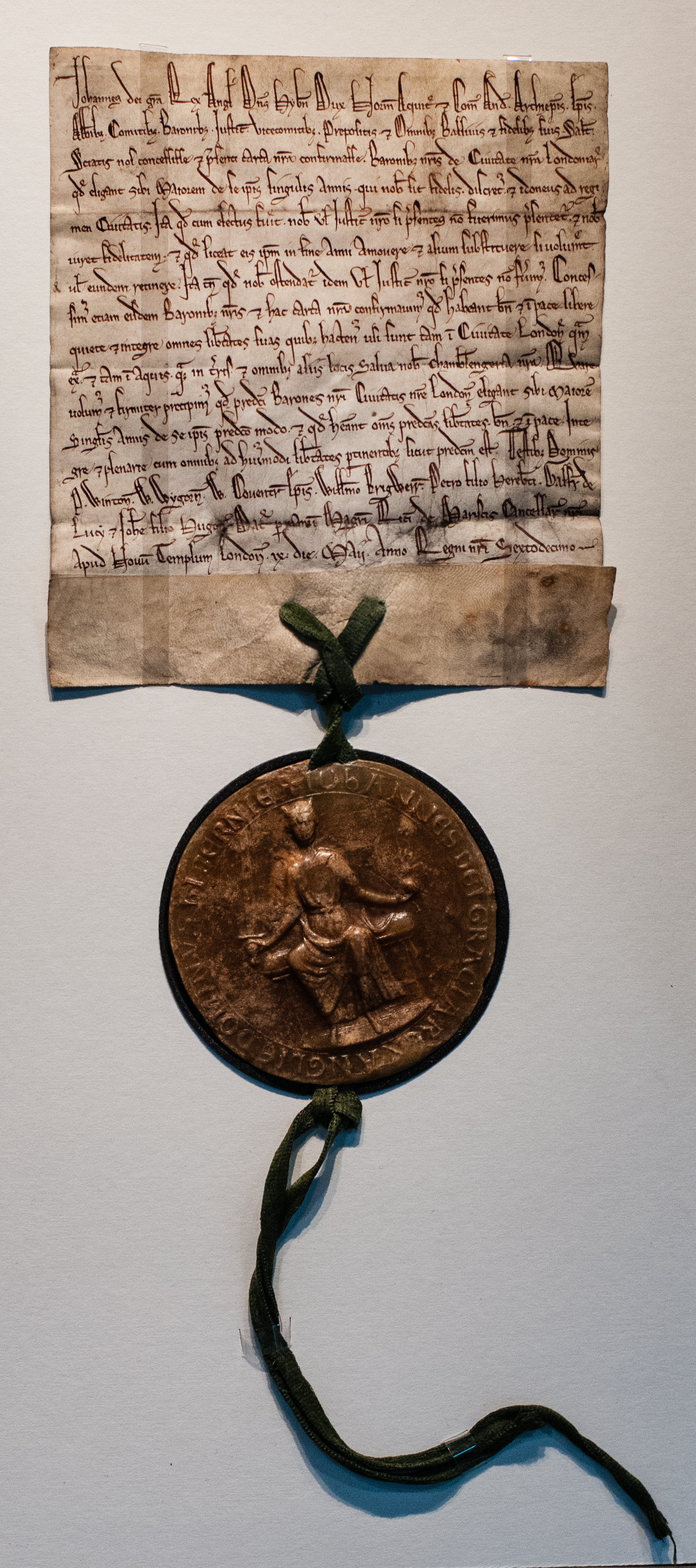
Privileg König Johanns zur Wahl des Bürgermeisters der Stadt London (1215)

1189 ernannte König Richard Löwenherz den ersten Lord Mayor (Bürgermeister) der Stadt. 1176 hatte der Neubau der London Bridge begonnen, der sich bis 1209 hinzog. Diese Brücke hatte während mehr als 600 Jahren Bestand und war bis 1750 die einzige über die Themse im heutigen Stadtzentrum. Die nächste flussaufwärts gelegene Brücke war erst diejenige in Kingston upon Thames. Ein von Wilhelm dem Langbärtigen angeführter Aufstand wurde 1196 blutig niedergeschlagen. 1212 oder 1213 brach auf der London Bridge ein verheerender Brand aus, dabei soll es mehr als 3000 Tote gegeben haben (diese von zeitgenössischen Chronisten angegebene Zahl gilt heute als stark übertrieben). In den Jahren 1199 und 1215 erteilte König Johann Ohneland der Stadt London das Privileg, den Bürgermeister selbst zu wählen.
Im Mai 1216 war London während des Ersten Kriegs der Barone zum letzten Mal überhaupt von Truppen aus Kontinentaleuropa besetzt. Der französische König Ludwig VIII. hatte sich in diesem Konflikt auf die Seite der englischen Adligen gestellt, die gegen Johann Ohneland rebellierten. Er nahm London ein und ließ sich in der St Paul’s Cathedral zum neuen Herrscher Englands ausrufen. Doch nach Johanns Tod im Oktober 1216 verlor Ludwig die Unterstützung des englischen Adels und musste knapp ein Jahr später im Frieden von Lambeth seinen Herrschaftsanspruch auf England aufgeben.
Handel und Gewerbe erlebten während des Mittelalters einen Aufschwung und als Folge davon stieg auch die Einwohnerzahl rasch an. Um 1100 lebten rund 15.000 Menschen in der Stadt, zweihundert Jahre später waren es bereits 80.000. Der Handel stand unter dem Einfluss mehrerer Gilden, die faktisch die Stadt kontrollierten und seit 1215 auch den Lord Mayor aus ihren Reihen wählten. Das mittelalterliche London bestand aus engen, gewundenen Gassen und die meisten Häuser waren aus leicht brennbarem Material wie Holz und Stroh erbaut. Die hygienischen Verhältnisse waren schlecht: Der „Schwarze Tod“, der London im November 1348 erreichte, forderte rund 30.000 Todesopfer. Bis 1666 folgten fünfzehn weitere Pestepidemien.

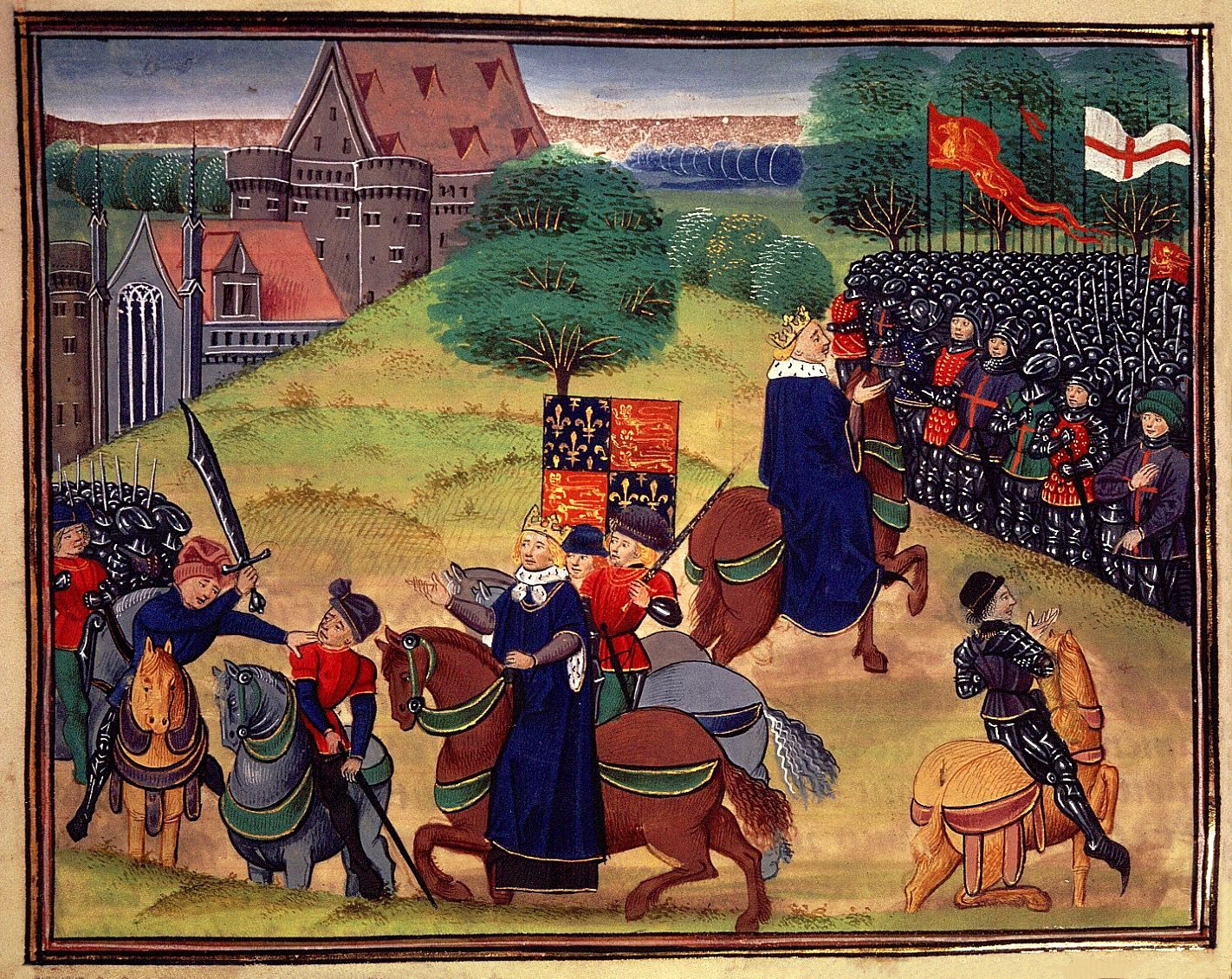
Bauernaufstand von 1381: William Walworth greift in Anwesenheit des Königs Wat Tyler an

Während des Bauernaufstands von 1381 besetzten die Aufständischen unter Wat Tyler für kurze Zeit die Stadt. Eine Gruppe von Bauern stürmte den Tower of London und exekutierte den Lordkanzler, Erzbischof Simon Sudbury sowie den Schatzkanzler. Währenddessen wurde die Stadt geplündert und zahlreiche Gebäude in Brand gesteckt, darunter der berühmte Savoy Palace. Außerhalb der Stadt kam es zu Verhandlungen mit König Richard II. Tyler äußerte abfällige Bemerkungen, woraufhin Lord Mayor William Walworth sein Schwert zog und ihn schwer verletzte. Ein Knappe des Königs tötete den Rebellenführer und die Aufständischen zogen sich zurück.
Im Sommer 1450 war London erneut Ziel eines Bauernaufstands, diesmal angeführt von Jack Cade. Rund 20.000 Rebellen aus Kent versammelten sich südöstlich der Stadt und zogen am 3. Juli über die Brücke. Der Schatzkanzler und weitere Vertraute von König Heinrich VI. wurden gefangen genommen und geköpft. Die Aufständischen plünderten die Stadt und zogen sich vor Einbruch der Dunkelheit wieder über den Fluss zurück. Als sie am darauf folgenden Tag wieder in die Stadt eindringen wollten, wurden sie auf der Brücke von den städtischen Milizen aufgehalten und nach mehrstündiger Schlacht vertrieben.
Richard of York, 3. Duke of York, ließ 1455 Truppen in Richtung London marschieren, wurde aber bei St Albans gestoppt; dies war der Beginn der Rosenkriege zwischen dem Haus Lancaster und dem Haus York. Sein Verbündeter Richard Neville nahm London im Juli 1460 kampflos ein und der Duke of York erhob erstmals öffentlich den Anspruch auf die Königswürde. Doch bereits Ende Dezember 1460 fiel er in der Schlacht von Wakefield. Stattdessen bestieg sein Sohn Eduard IV. den Thron.
Mit der Schlacht von Bosworth Field und der Thronbesteigung Heinrichs VII. endeten 1485 die Rosenkriege. Der neue Herrscher dehnte die Macht der Krone aus und führte die königliche Tradition fort, bei der City of London Kredite für Kriege gegen Frankreich aufzunehmen. Er bezahlte seine Schulden fristgerecht zurück, was für die damalige Zeit äußerst ungewöhnlich war. Im Allgemeinen kümmerte er sich aber wenig um den Ausbau der städtischen Infrastruktur. Die vergleichsweise stabile Herrschaft des Hauses Tudor führte jedoch zu einer Belebung des Handels und zu einem verstärkten Wachstum der Stadt.
Der Hochstapler Perkin Warbeck gab 1497 vor, der jüngere Bruder von Eduard V. zu sein. Mit ihm verbündete aufständische Truppen, hauptsächlich aus Cornwall, versammelten sich bei Lewisham mit der Absicht, den König zu stürzen. Die Stadtbewohner gerieten zuerst in Panik, doch dann konnte die Verteidigung organisiert werden. Die Rebellen flüchteten nach der verlorenen Schlacht von Deptford Bridge.

## 16. Jahrhundert

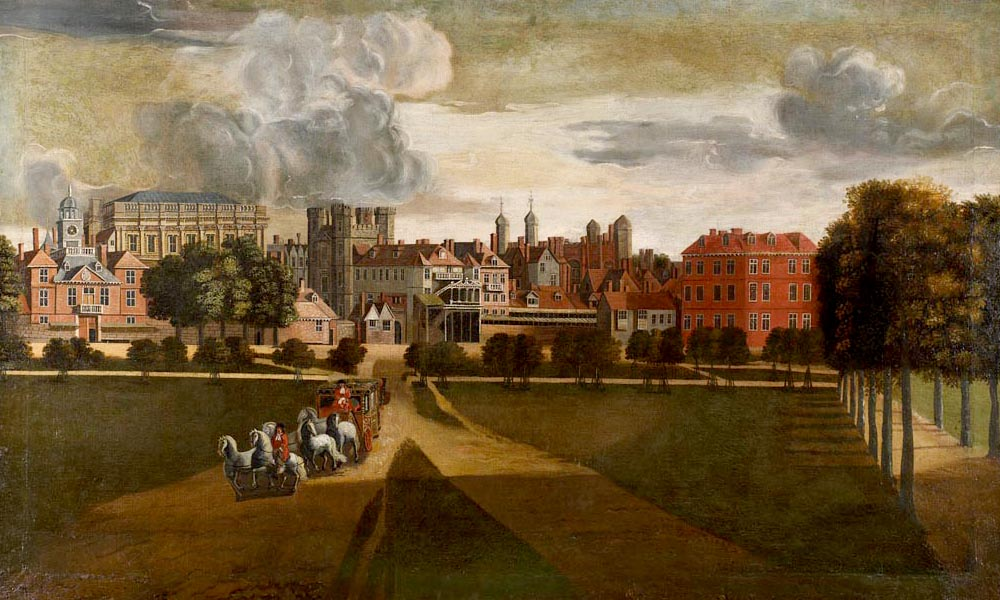
Palace of Whitehall

Die im 16. Jahrhundert vollzogene Reformation verlief in London verhältnismäßig ruhig, da die meisten Angehörigen der oberen sozialen Schichten bereitwillig zum Protestantismus wechselten. Vor 1535 war fast die Hälfte der Fläche Londons im Besitz von Klöstern und anderen geistlichen Institutionen gewesen. Die von Heinrich VIII. angeordnete Aufhebung der Klöster hatte zur Folge, dass bis 1538 beinahe alle kirchlichen Immobilien und Ländereien enteignet wurden. Diese fielen in den Besitz der Krone, der Stadt oder an Adlige, die in der Gunst des Königs standen. Heinrich VIII. ließ beispielsweise ein Leprakrankenhaus abreißen und stattdessen den St James’s Palace errichten. Er enteignete auch den York Palace, die Residenz von Erzbischof Thomas Wolsey; durch Umgestaltung und mehrere Erweiterungen entstand daraus der Palace of Whitehall, die neue königliche Hauptresidenz. Der Hyde Park und der St. James’s Park, zuvor im Besitz der Westminster Abbey, waren nun königliche Jagdgebiete.
Nach dem Tod Eduards VI. im Jahr 1553 wurde Lady Jane Grey im Tower of London als neue Königin empfangen. Doch der Lord Mayor und die Ratsherren änderten nach wenigen Tagen ihre Meinung und schlugen sich auf die Seite von Maria Tudor. Marias Entschluss, den spanischen König Philipp II. zu heiraten, hatte im Januar 1554 einen Aufstand zur Folge, der von Thomas Wyatt angeführt wurde. Seine Truppen zogen von Kent aus in Richtung London, konnten aber die London Bridge nicht passieren, da diese von königstreuen Truppen gehalten wurde. Sie überquerten den Fluss bei Kingston upon Thames und wandten sich wieder nach Osten der Stadt zu. Wyatts Hoffnung auf einen Aufstand in der City of London erfüllte sich nicht und er ergab sich.

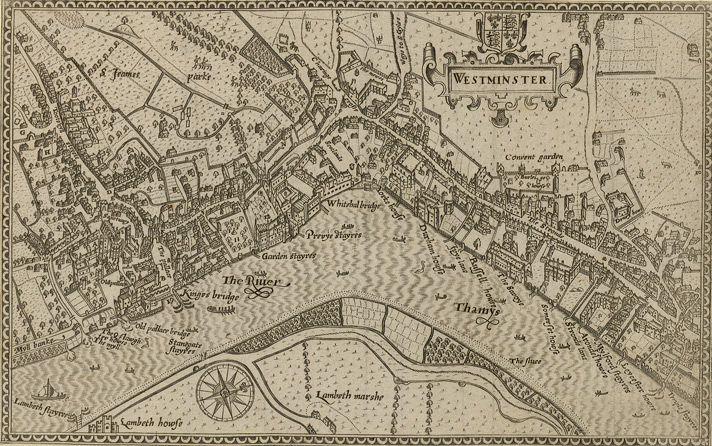
Karte von Westminster, der bevorzugten Wohnlage des englischen Hochadels (1593)

Während der Herrschaft von Elisabeth I. stieg Londons Bedeutung unter den europäischen Handelszentren markant an. Die zahlreichen Gewerbebetriebe florierten, insbesondere die Webereien. Die Handelsbeziehungen wurden über Westeuropa hinaus nach Russland, in die Levante und nach Amerika ausgedehnt. In diese Periode des Merkantilismus und des Monopolhandels fiel die Gründung der Muscovy Company (1555), der Royal Exchange (1566) und der Britischen Ostindien-Kompanie (1600). Hingegen büßte die Hanse 1598 ihre Privilegien ein. Nach der Zerstörung von Antwerpen durch die Spanier im Jahr 1572 stieg London zum wichtigsten Nordseehafen auf. Zählte London im Jahr 1530 noch rund 50.000 Einwohner, so waren es 1605 bereits 225.000.
Das späte 16. Jahrhundert war eine Blütezeit der Kultur, als William Shakespeare und viele andere Künstler in London lebten und wirkten. Die Stadtbehörden behinderten jedoch die Entwicklung der Theater. Ihrer Meinung nach zogen öffentliche Veranstaltungen Menschenmassen an, die leicht außer Kontrolle geraten konnten; auch übten die gegen weltliche Vergnügungen jeglicher Art eingestellten Puritaner einen gewissen Einfluss aus. Die Theater entstanden aus diesen Gründen außerhalb des Einflussbereichs der Stadtbehörden, hauptsächlich in Southwark. Das bekannteste Theater jener Zeit war Shakespeares Globe Theatre.

## 17. Jahrhundert
Zu Beginn des 17. Jahrhunderts war zwischen der City of London und der City of Westminster nur ein schmaler Landstreifen entlang des Nordufers der Themse überbaut. Die Umgebung unmittelbar nördlich und östlich der City of London betrachtete man noch nicht als geeignet, um besiedelt werden zu können, da das Gelände teilweise sumpfig war und dort Krankheiten ausbrechen konnten. Im Norden lagen die Moorfields, die damals entwässert und anschließend während mehr als eineinhalb Jahrhunderten landwirtschaftlich genutzt wurden. Nördlich an die Moorfields grenzten die Finsbury Fields, ein beliebter Übungsplatz für Bogenschützen. Mile End im Osten war eine große Allmende, auf der oft Manöver stattfanden. Die Vorbereitungen für die Krönungsfeierlichkeiten von James I. im Jahr 1603 wurden von einer Pestepidemie unterbrochen, die rund 30.000 Tote forderte. Die Lord Mayor’s Show wurde einige Jahre ausgesetzt und erst ab 1609 auf Wunsch des Königs wieder durchgeführt.

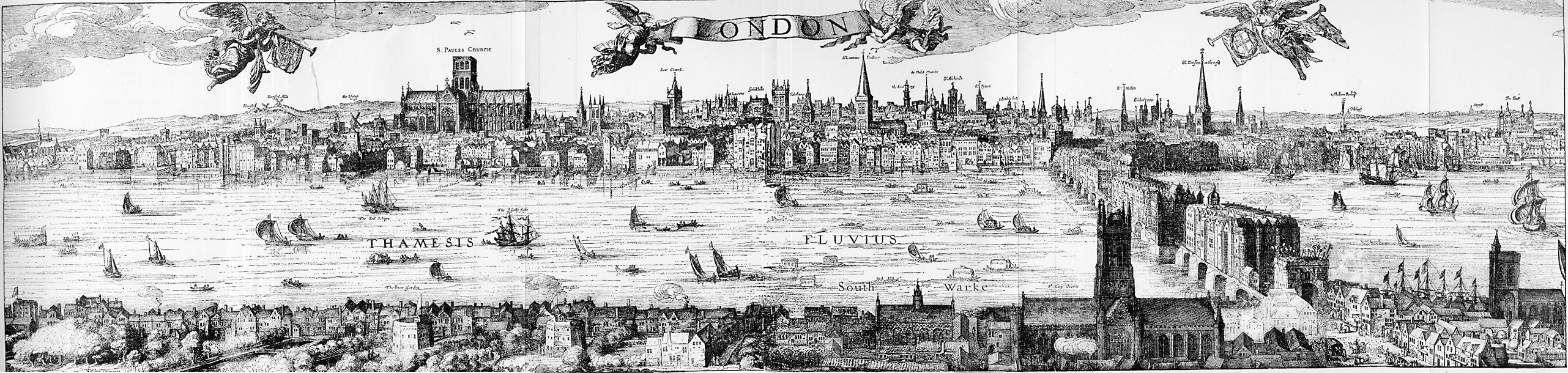
Panorama Londons von Claes Van Visscher (1616)

Beliebtester Versammlungsort der Londoner war damals das Hauptschiff der teilweise zerfallenen St Paul’s Cathedral. In den Seitenschiffen gingen Händler ihren Geschäften nach, bezahlt wurde am Taufstein. An den Säulen trafen Rechtsanwälte ihre Klienten und Arbeitslose hielten dort nach einer Beschäftigung Ausschau. Der Kirchhof war das Zentrum des Buchhandels und die nahe gelegene Fleet Street war ein Vergnügungsviertel. Die Theater gewannen weiter an Popularität, vor allem Blackfriars etablierte sich als neues Theaterviertel. Während der Herrschaft von Karl I. zogen zahlreiche Vertreter des Landadels mit ihren Familien in die Stadt und ließen sich in repräsentativen Wohnhäusern im West End nieder. So konnten sie am sozialen Geschehen am Königshof teilhaben.
Im Januar 1642 ordnete Karl I. die Verhaftung mehrerer oppositioneller Parlamentsabgeordneter an, die jedoch fliehen konnten und in der City of London Zuflucht fanden. Im August 1642 begann der englische Bürgerkrieg und die Stadt stellte sich auf die Seite des Parlaments. Im November siegten die königlichen Truppen in der Schlacht von Brentford, nur wenige Kilometer westlich von London. London stellte rasch eine eigene Armee auf und die Königstreuen zogen sich zurück. Anschließend wurde ein ausgedehntes System von Befestigungsanlagen errichtet, das nicht nur die City of London schützte, sondern auch Westminster und Southwark. Im weiteren Verlauf des Krieges blieb London von Kampfhandlungen unbehelligt und die finanzielle Unterstützung, die die Stadt dem Parlamentsheer zukommen ließ, trug wesentlich zu dessen Sieg bei. Nach einem Hochverratsprozess wurde Karl I. am 30. Januar 1649 vor dem Banqueting House in Whitehall enthauptet.
In den Jahren der englischen Republik, in denen Oliver Cromwell das Land als Lordprotektor regierte, kamen große Teile des kulturellen Lebens in London weitgehend zum Erliegen. So schlossen die siegreichen Puritaner alle Theater der Stadt. Das barocke Lebensgefühl hielt erst mit der Stuart-Restauration unter König Karl II. seinen Einzug. Eine einzigartige Chronik dieser Zeit schuf der Londoner Marinebeamte Samuel Pepys mit seinem geheimen Tagebuch, in dem er auch die beiden großen Katastrophen beschrieb, die in den 1660er Jahren über London hereinbrachen: die Pest und die große Feuersbrunst.

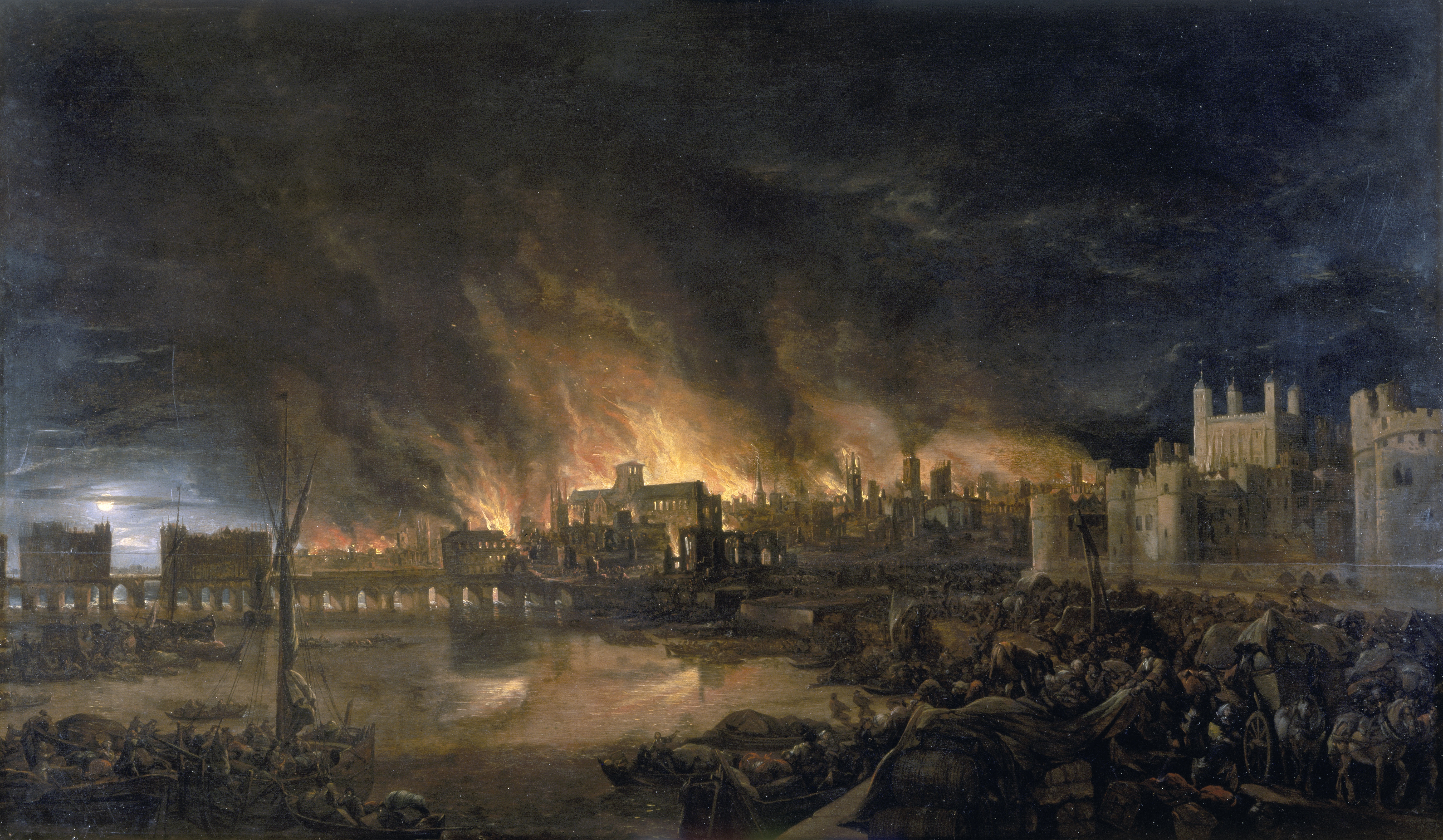
Der Große Brand von London

Die Große Pest von London in den Jahren 1665 und 1666 war die letzte und zugleich eine der folgenschwersten Pestepidemien Großbritanniens. Rund 70.000 Einwohner Londons starben, was etwa einem Fünftel der Bevölkerung entsprach. Unmittelbar auf die Pestepidemie folgte eine weitere Katastrophe: Vom 2. bis 5. September 1666 zerstörte der Große Brand von London rund vier Fünftel der Stadt, darunter die meisten mittelalterlichen Bauten. 100.000 Einwohner wurden obdachlos, nach offiziellen Angaben sollen aber nur neun Personen in den Flammen ums Leben gekommen sein. Eine Inschrift am Brand-Monument, die auf die angebliche Schuld der Katholiken an dem Feuer und auf eine Verschwörung des Papstes hinwies, wurde erst 1831 entfernt.
Nur wenige Tage nach dem Brand wurden König Karl II. drei verschiedene Pläne für den Wiederaufbau der Stadt präsentiert. Die Pläne von Christopher Wren, John Evelyn und Robert Hooke ähnelten sich in den Grundzügen und sahen breite Boulevards und Plätze im italienischen Stil vor. Doch schon Mitte September waren sich König, Parlament und die Corporation of London einig, dass ein Plan, der auf bestehende Grundbesitzverhältnisse keine Rücksicht nahm, zu teuer und daher undurchführbar war. Die neuen Häuser wurden entlang der bestehenden und leicht verbreiterten Straßen errichtet, als Baumaterialien waren aber nur noch Steine und Ziegel erlaubt.
Fast alle adeligen Bewohner zogen endgültig aus der Stadt weg und ließen im aufstrebenden West End neue repräsentative Wohnhäuser bauen, beispielsweise am Piccadilly. Dadurch wurde die endgültige Trennung zwischen den Händlern der City of London und dem Adel sowie dem Königshof in Westminster vollzogen. Christopher Wren konnte seinen Wiederaufbauplan zwar nicht umsetzen, doch erhielt er den Auftrag, die zerstörten Kirchen wiederaufzubauen und die St Paul’s Cathedral durch einen Neubau zu ersetzen. Die ärmeren Bevölkerungsschichten ließen sich im Eastend, der Gegend unmittelbar östlich der Stadtmauern, nieder und verdienten ihren Lebensunterhalt in den stark expandierenden Docks und den dort zahlreich entstehenden verarbeitenden Betrieben.

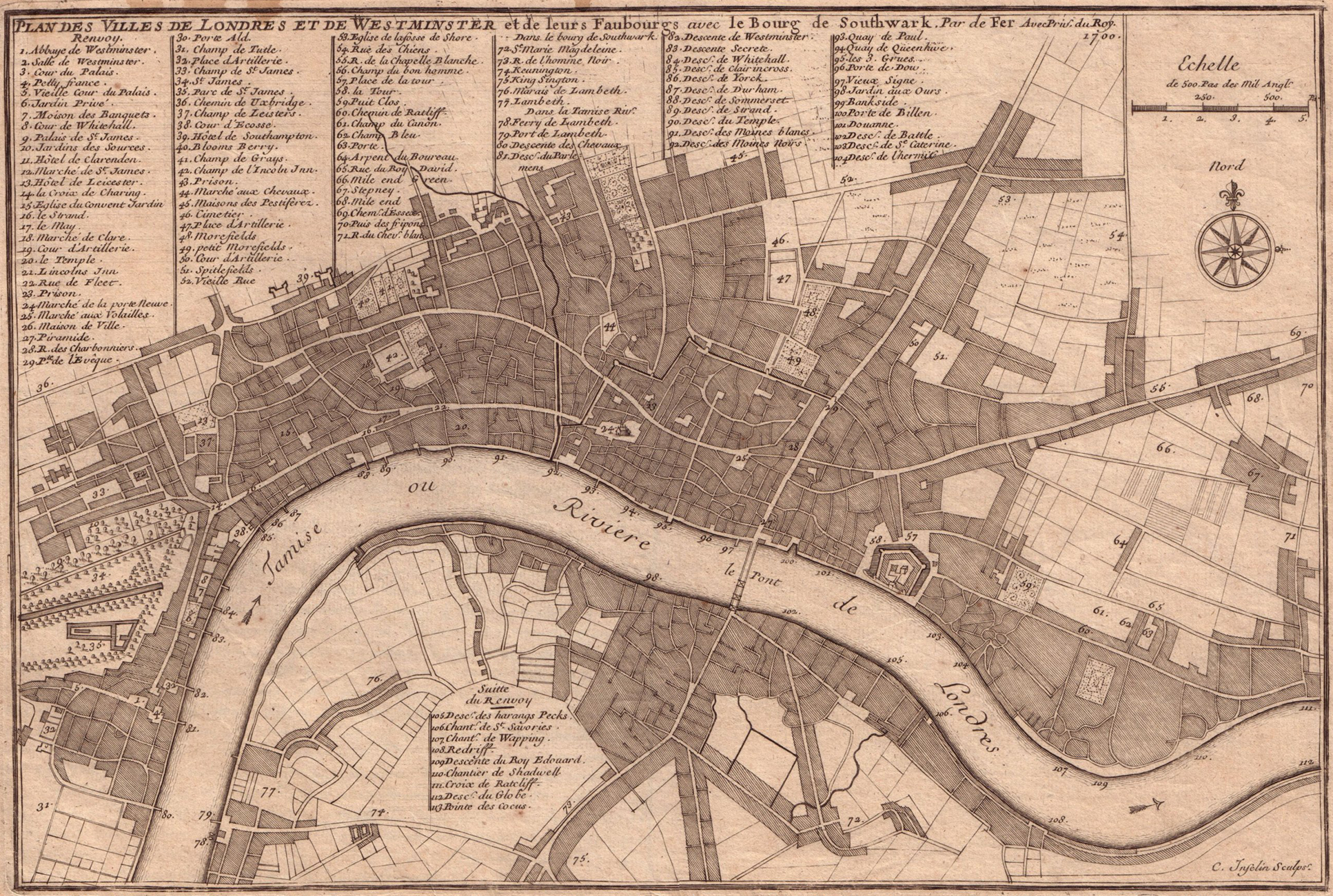
Karte von London und Westminster (Nicolas de Fer, 1700)

Während der Kleinen Eiszeit bildete sich auf der Themse in besonders kalten Wintern eine dicke Eisschicht. Der längste „Frostjahrmarkt“ auf dem zugefrorenen Fluss fand im Winter 1683/84 statt und dauerte über sechs Wochen. Nach dem Edikt von Fontainebleau im Jahr 1685 flohen viele französische Hugenotten nach London und trugen mit ihren Fähigkeiten zum Wirtschaftswachstum bei. Ende des 17. Jahrhunderts stieg London auf Kosten von Amsterdam zum bedeutendsten Finanzzentrum der Welt auf. Lloyd’s of London wurde 1688 gegründet, die Bank of England 1694. Um 1700 gingen 80 % der englischen Importe über den Hafen von London, ebenso 69 % der Exporte und 86 % der Re-Exporte.
Der neue, aus den Niederlanden stammende König Wilhelm III. mochte London nicht; der Rauch der vielen Kamine löste bei ihm Asthma aus. Nach dem ersten Brand im Palace of Whitehall im Jahr 1691 (der Palast brannte 1698 vollständig nieder) erwarb er das in der Nähe des damals unbedeutenden Dorfes Kensington gelegene Nottingham House und ließ es zum Kensington Palace ausbauen.

## 18. Jahrhundert
1702 erschien in London die erste Tageszeitung Englands; die Redaktion des Daily Courant befand sich im Obergeschoss eines Pubs in der Fleet Street. In den darauf folgenden Jahren wurden in dieser Straße immer mehr Zeitungen vertrieben und bald war die Fleet Street das Zentrum der britischen Presse. Diese Zeitungen und Zeitschriften wurden vom aufstrebenden Bürgertum in den zahlreichen neu entstehenden Kaffeehäusern gelesen, wo auch politische Fragen debattiert wurden.
Mit dem Act of Union wurden 1707 die Königreiche England und Schottland vereinigt, London wurde dadurch zur Hauptstadt des Königreichs Großbritannien. Im darauf folgenden Jahr vollendete Christopher Wren sein bedeutendstes Bauwerk, die neue St Paul’s Cathedral, die zu einem Symbol der aufstrebenden Stadt wurde und als eines der herausragendsten Beispiele barocker Architektur gilt.

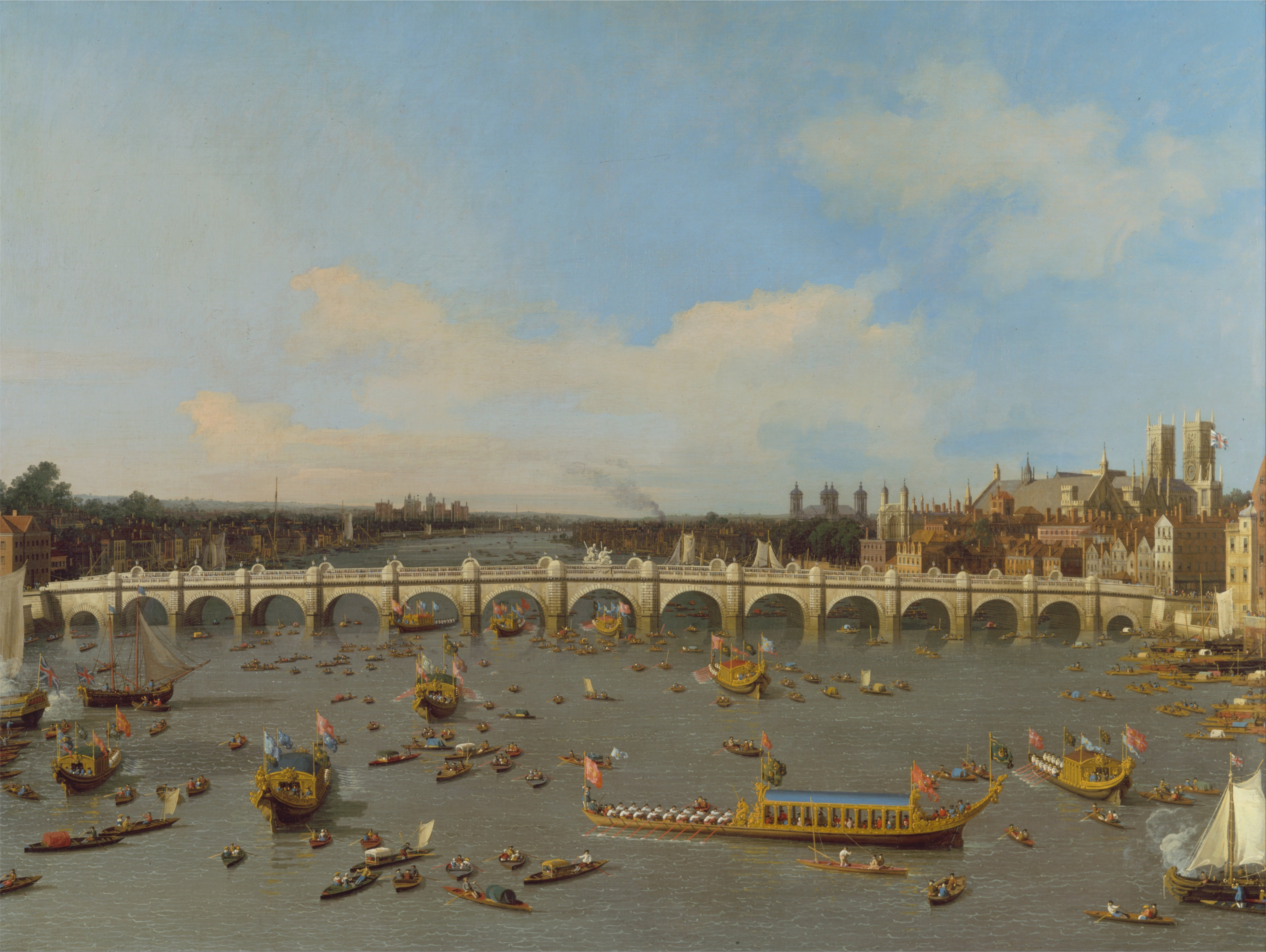
Die Westminster-Brücke am Lord Mayor’s Day von Norden her (Canaletto, 1746)

Jahrhundertelang war die London Bridge die einzige Brücke über die Themse gewesen, wodurch sich die Ausdehnung der Stadt in Richtung Süden in engen Grenzen hielt. Erst die Eröffnung der Westminster Bridge und der Blackfriars Bridge ermöglichte die flächendeckende Erschließung des Gebiets südlich des Flusses. Im Westen entstanden für die reichen Einwohner neue Stadtviertel wie Mayfair. Die ärmeren Bevölkerungsschichten hingegen wurden mehr und mehr ins East End verdrängt, wo sich ausgedehnte Slums bildeten. Die Kriminalitätsrate stieg so stark an, dass der Richter John Fielding 1750 die erste Polizeitruppe aufstellte, die Bow Street Runners. Öffentliche Hinrichtungen hatten oft einen Volksfestcharakter; bis 1783 fanden diese in Tyburn statt, einem kleinen Dorf wenige Kilometer westlich der Stadt, danach bis 1868 im Hof des Newgate-Gefängnisses.

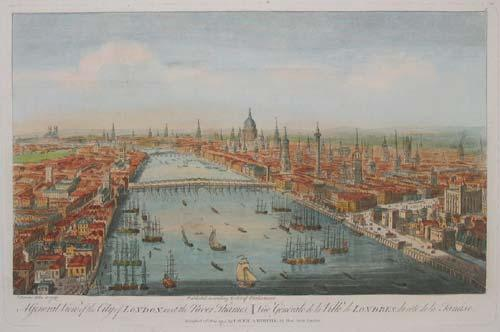
Panorama von London, von Osten her gesehen (T. Bowles, 1751)

Der Arzt Hans Sloane vermachte 1753 seine große Sammlung von Kunstgegenständen aus aller Welt dem Staat. Das Parlament beschloss, die Sammlung zu erhalten und dafür ein Museum einzurichten; 1759 wurde das British Museum eröffnet, das als ältestes noch bestehendes Museum der Welt gilt. 1755 wurde mit Cogers der erste Debattierclub der Welt in der City of London gegründet. Zwischen 1760 und 1766 erfolgte die Schleifung der letzten verbliebenen Stadttore und Abschnitte der Stadtmauer. König Georg III. erwarb 1762 das Buckingham House, das rund 60 Jahre später zum Buckingham Palace ausgebaut wurde.
Im Juni 1780 erschütterten die „Gordon Riots“ die Stadt. Radikale Protestanten unter Führung von Lord Gordon wollten die Umsetzung eines Gesetzes verhindern, das die Katholikenemanzipation zum Ziel hatte. Ein aufgewiegelter Mob zog durch die Stadt, verwüstete katholische Kirchen und steckte die Häuser von Katholiken in Brand. Erst nach zwei Wochen gelang es der Armee, die Unruhen unter Kontrolle zu bringen. 285 Menschen kamen ums Leben und mehr als 100 Häuser wurden zerstört.
Ebenfalls 1780 lebte im Tower of London der einzige amerikanische Gefangene. Henry Laurens, ehemaliger Vorsitzender des zweiten Kontinentalkongresses, hatte in den Niederlanden erfolgreich um Unterstützung im Amerikanischen Unabhängigkeitskrieg geworben und war auf dem Heimweg von der Royal Navy festgesetzt worden. Im Dezember 1781 wurde er im Austausch gegen Charles Cornwallis freigelassen.

## 19. Jahrhundert

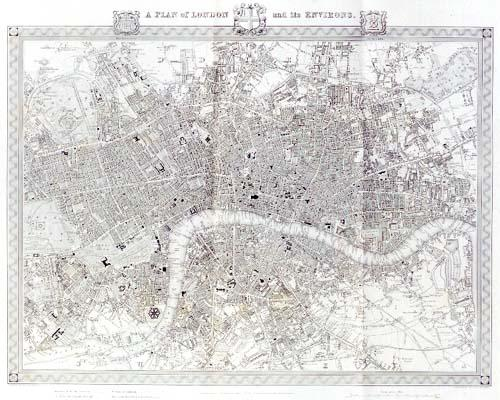
Stadtplan aus dem Jahr 1845

Im Laufe des 19. Jahrhunderts entwickelte sich London zur größten Stadt der Welt und zur Hauptstadt des weltumspannenden Britischen Empires. Die Bevölkerungszahl stieg von einer Million im Jahr 1800 auf 6,7 Millionen hundert Jahre später an. Während dieser Zeitspanne entwickelte sich London im Bereich der Politik, des Finanzwesens und des Handels zu einer Art „Welthauptstadt“. Diese Dominanz blieb während Jahrzehnten praktisch unangefochten und wurde erst gegen Ende des Jahrhunderts mit der wachsenden Bedeutung von Paris und New York in Frage gestellt. Die Londoner Bier-Überschwemmung ereignete sich am 17. Oktober 1814.
Mit der Ausdehnung der britischen Besitzungen in aller Welt stieg auch der Wohlstand Londons an. Auf der anderen Seite war die Stadt auch von extremer Armut geprägt. Millionen von Menschen mussten in den überbevölkerten und unhygienischen Slums ihr Dasein fristen. Der Schriftsteller Charles Dickens beschrieb diese Zustände in Romanen wie Oliver Twist. 1829 erhielt London mit der von Premierminister Robert Peel eingesetzten Metropolitan Police eine zentral geführte Polizeibehörde, die mit Ausnahme der City of London im gesamten Ballungsraum für die Verbrechensbekämpfung zuständig war. Es handelte sich dabei um den ersten Zweckverband im damals in viele kleine Gemeinden zersplitterten Ballungsraum. Nach Robert Peel bezeichnet man die Polizisten bis heute als „bobbies“ oder „peelers“.
Mit der Eisenbahn änderte sich im 19. Jahrhundert die Stadtstruktur Londons grundlegend. Ein dichtes Netz von Eisenbahnstrecken ermöglichte die Bildung von Vororten in den benachbarten Grafschaften, von wo aus die Angehörigen der Mittel- und Oberschicht zu ihren Arbeitsplätzen im Stadtzentrum pendelten. Das überbaute Gebiet erstreckte sich nun auf einst ländlich geprägte Gegenden wie Greenwich, Islington, Paddington, Belgravia, Holborn, Finsbury, Shoreditch, Southwark und Lambeth. Mit der ungebremsten Ausdehnung der Stadt ging auch eine verstärkte Segregation einher; die Wohlhabenden zogen praktisch ausnahmslos in die Vorstädte und überließen die inneren Viertel rund um das Stadtzentrum den Armen.

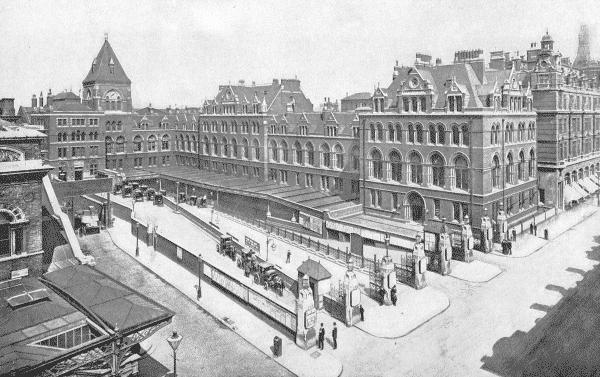
Der Bahnhof Liverpool Street im Jahr 1896

Die erste Eisenbahnstrecke Londons war diejenige vom Bahnhof London Bridge nach Greenwich, die 1836 eröffnet wurde. Bald darauf folgten weitere Hauptbahnhöfe, die London mit allen Teilen Großbritanniens verbanden: Euston (1837), Paddington (1838), Fenchurch Street (1841), Waterloo (1848), King’s Cross (1850), Victoria (1858), St Pancras (1863), Broad Street (1865) und Liverpool Street (1874). Die erste Pferdestraßenbahn verkehrte 1861. Zwei Jahre darauf folgte die Metropolitan Railway, die erste U-Bahn der Welt mit einer Strecke von Paddington nach Farringdon. 1890 wurde die erste elektrisch betriebene U-Bahn eröffnet, die City and South London Railway. Beide Bahnen sind heute Teil der London Underground.

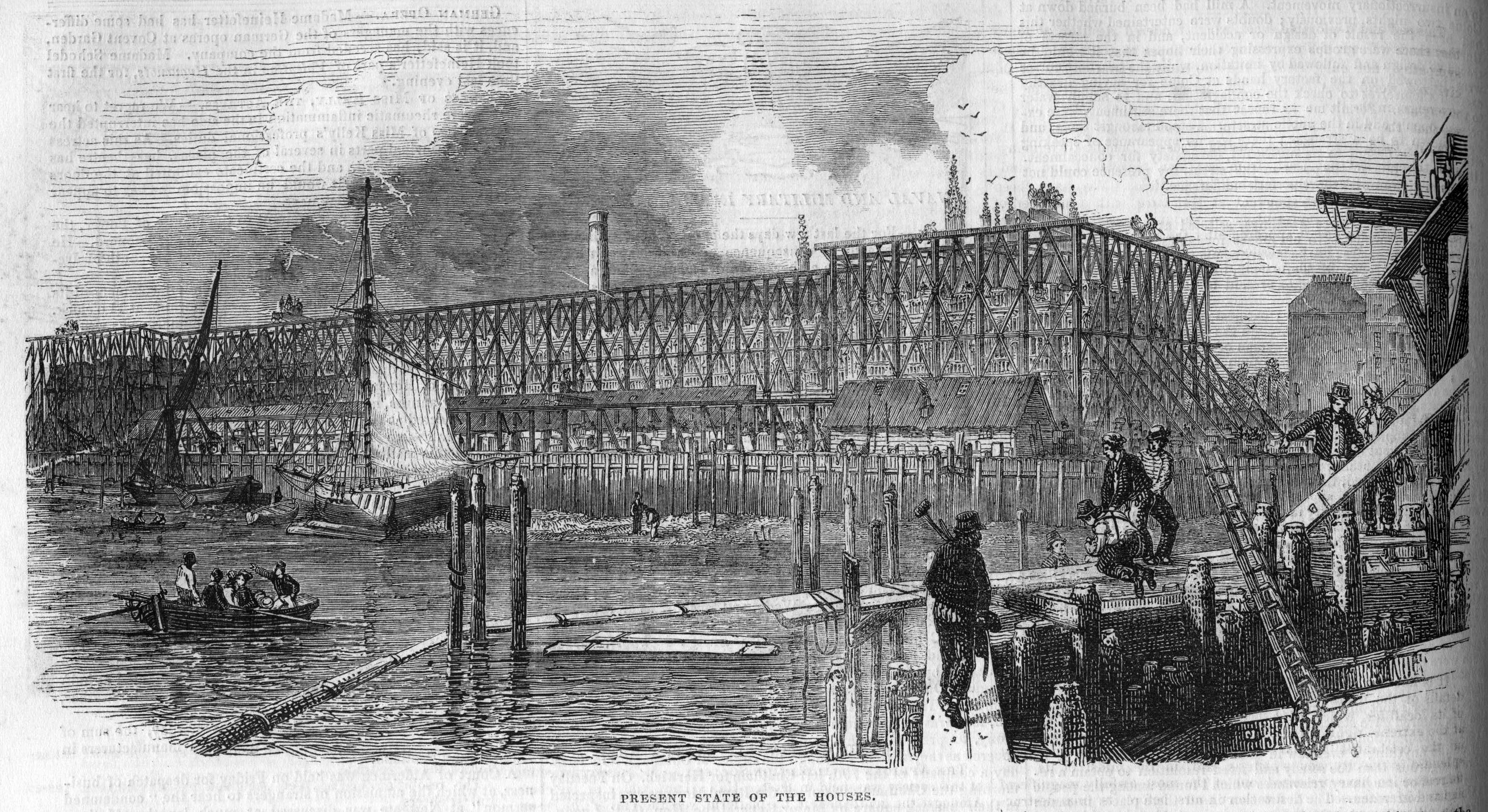
Der Palace of Westminster während des Baus (Zeichnung aus dem Jahr 1842)

Das noch aus dem Mittelalter stammende unübersichtliche System der lokalen Verwaltung erwies sich für die Bedürfnisse einer Millionenmetropole zunehmend als antiquiert und konnte nicht mehr mit der Entwicklung Schritt halten. 1855 wurde deshalb der Zweckverband Metropolitan Board of Works (MBW) gegründet, der wenigstens im Bereich des Bauwesens eine gewisse Zentralisierung mit sich brachte. Auf den MBW folgte 1889 die County of London mit einer zentralen Verwaltung für den gesamten Ballungsraum. 1899 wurde diese Verwaltungsgrafschaft weiter in 28 Metropolitan Boroughs unterteilt.
Das ungebremste Bevölkerungswachstum führte ab etwa 1850 zu starker Umweltbelastung. Das Abwasser wurde direkt in die Themse geleitet. Da das Trinkwasser hauptsächlich aus dem Fluss stammte, brachen regelmäßig Choleraepidemien aus, allein im Jahr 1854 starben daran über 10.000 Menschen. Nach dem „Großen Gestank“ im Sommer 1858, als der Fluss buchstäblich zum Himmel stank, beauftragte das Parlament den MBW, ein umfassendes unterirdisches Kanalisationssystem zu planen und zu bauen. Zum Oberingenieur für das größte Bauprojekt des gesamten 19. Jahrhunderts wurde Joseph Bazalgette ernannt. Unter seiner Leitung entstanden 135 Kilometer Hauptabwassersammler und 1750 Kilometer Abwasserkanäle. Nach der Vollendung des Abwassersystems, das heute noch in Betrieb ist, hatten alle Bewohner Londons sauberes Trinkwasser und die Sterberate sank rapide.

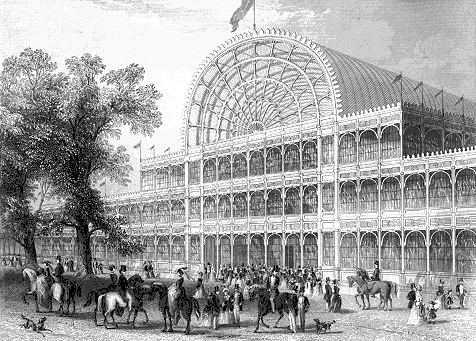
Crystal Palace

Als Hauptstadt eines Weltreiches wirkte London wie ein Magnet auf Einwanderer aus den Kolonien und ärmeren Teilen Europas. Hunderttausende von Iren zogen in die Stadt, viele von ihnen während der großen irischen Hungersnot. Zeitweise waren über 20 % der Bevölkerung Londons Iren. Die Juden profitierten von den Vorzügen der liberalen Gesellschaft und dem Wegfall von Handelsbeschränkungen. Auch kleinere Gruppen von Chinesen und Indern wählten London als neue Heimat. Viele der Gebäude, die heute das Stadtbild Londons prägen, wurden während des 19. Jahrhunderts errichtet. Dazu gehören der Trafalgar Square, der Neubau des durch einen Brand zerstörten Palace of Westminster, die Royal Albert Hall, das Victoria and Albert Museum, zahlreiche Institute der Universität London, die National Gallery und die Tower Bridge.
Drei Ereignisse stehen sinnbildlich für das London der viktorianischen Zeit. 1851 fand im Hyde Park auf Initiative von Prinz Albert von Sachsen-Coburg und Gotha, dem Ehemann der Königin Victoria, die „Great Exhibition“ statt, die erste Weltausstellung überhaupt. Weltruhm erlangte dabei die gläserne Ausstellungshalle, der Crystal Palace. Während Jahrzehnten sorgten die nächtlichen Attacken von „Spring Heeled Jack“ für Schlagzeilen. Ebenfalls zur Legende wurde die Mordserie von „Jack the Ripper“ im Jahr 1888.

## 20. Jahrhundert

### Bis 1945
Die Bevölkerungszahl Londons stieg zu Beginn des 20. Jahrhunderts weiterhin an, wenn auch weitaus weniger stark als in den vorangegangenen Jahrzehnten. Die Verkehrsinfrastruktur wurde weiter ausgebaut; so elektrifizierte man den größten Teil des Eisenbahn- und des U-Bahn-Netzes, es entstanden zahlreiche neue Straßenbahnlinien und 1902 verkehrte der erste motorisierte Omnibus. 1908 fanden parallel zur Franco-British Exhibition die IV. Olympischen Spiele statt.

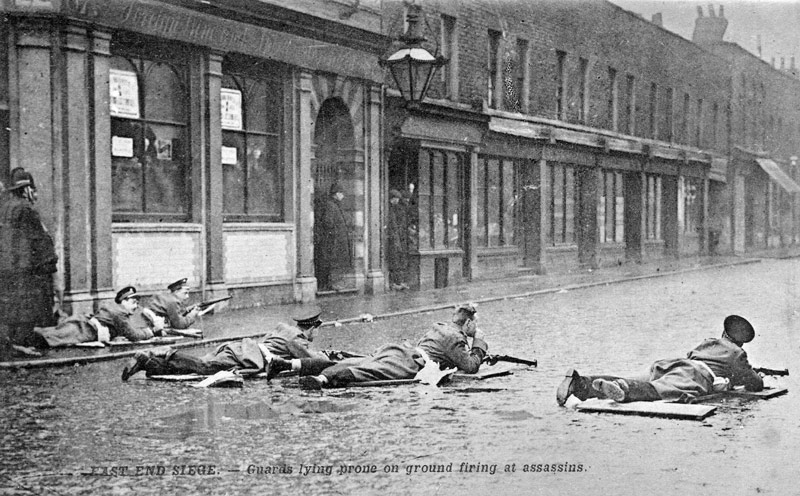
Soldaten eröffnen das Feuer auf die Anarchisten in der Sidney Street, 1911

London war weiterhin das Ziel politischer Flüchtlinge. Diese ließen sich meist im armen East End nieder, wo sie relativ leicht untertauchen konnten. Nicht immer griffen sie bei der Finanzierung ihrer politischen Aktivitäten zu friedlichen Mitteln. Das bekannteste Beispiel ist eine Gruppe baltischer Anarchisten. Nach einer Reihe von brutal ausgeführten Raubüberfällen und Morden kam es im Januar 1911 zur Belagerung der Sidney Street, die mit dem Tod der Anarchisten in einem brennenden Haus endete. Einer der Augenzeugen war der damalige Innenminister Winston Churchill, der im Parlament wegen der leichtsinnigen Gefährdung seines Lebens scharf kritisiert wurde.
London musste im Ersten Weltkrieg erstmals Bombardierungen aus der Luft durch die Luftwaffe hinnehmen, ausgeführt von Luftschiffen und Gotha-Doppeldeckerflugzeugen (siehe auch Luftkrieg im Ersten Weltkrieg). Die britische Öffentlichkeit nannte die Luftschiffe „Babykiller“; die Zerstörungen waren aber nicht mit jenen ab Sommer 1940 vergleichbar. Die Bomben töteten etwa 700 Menschen; alleine beim Abwurf einer 1000-Pfund-Bombe auf den Bahnhof Liverpool Street im Mai 1917 kamen 162 Menschen ums Leben.
Die Zwischenkriegszeit war geprägt von der Ausdehnung des überbauten Gebiets in einem vorher nie gekannten Ausmaß. 1898 hatte ein Brite die Idee der Gartenstadt vorgelegt.
Die geringe Bebauungsdichte in den neu entstehenden Vororten mit Einzel- und vor allem Doppelhäusern vermittelte den Londonern das Gefühl, „auf dem Land“ zu leben. Diese Entwicklung wurde insbesondere von der Metropolitan Railway mit der Metro-land-Werbekampagne gefördert; auch die steigende Zahl von Automobilen trug dazu bei. Die neuen Vororte lagen fast gänzlich außerhalb der County of London; in ganz Middlesex, im Westen von Essex, im Norden von Surrey, im Nordwesten von Kent und im Süden von Hertfordshire.
Während der Weltwirtschaftskrise der 1930er Jahre war auch London von hoher Arbeitslosigkeit betroffen. Im East End fanden extreme Parteien – Rechte und Linke – großen Zulauf. Die Communist Party of Great Britain gewann einen Sitz im House of Commons und auch die British Union of Fascists hatte viele Anhänger. Die Auseinandersetzungen zwischen extremer Linke und extremer Rechte gipfelten 1936 in der „Schlacht in der Cable Street“. Viele Juden flohen aus dem von den Nazis beherrschten Deutschen Reich und ließen sich hauptsächlich im West End nieder. Am 29. September 1939 erreichte die Einwohnerzahl ihren absoluten Höchstwert: 8.615.050 Menschen lebten auf dem heutigen Stadtgebiet.

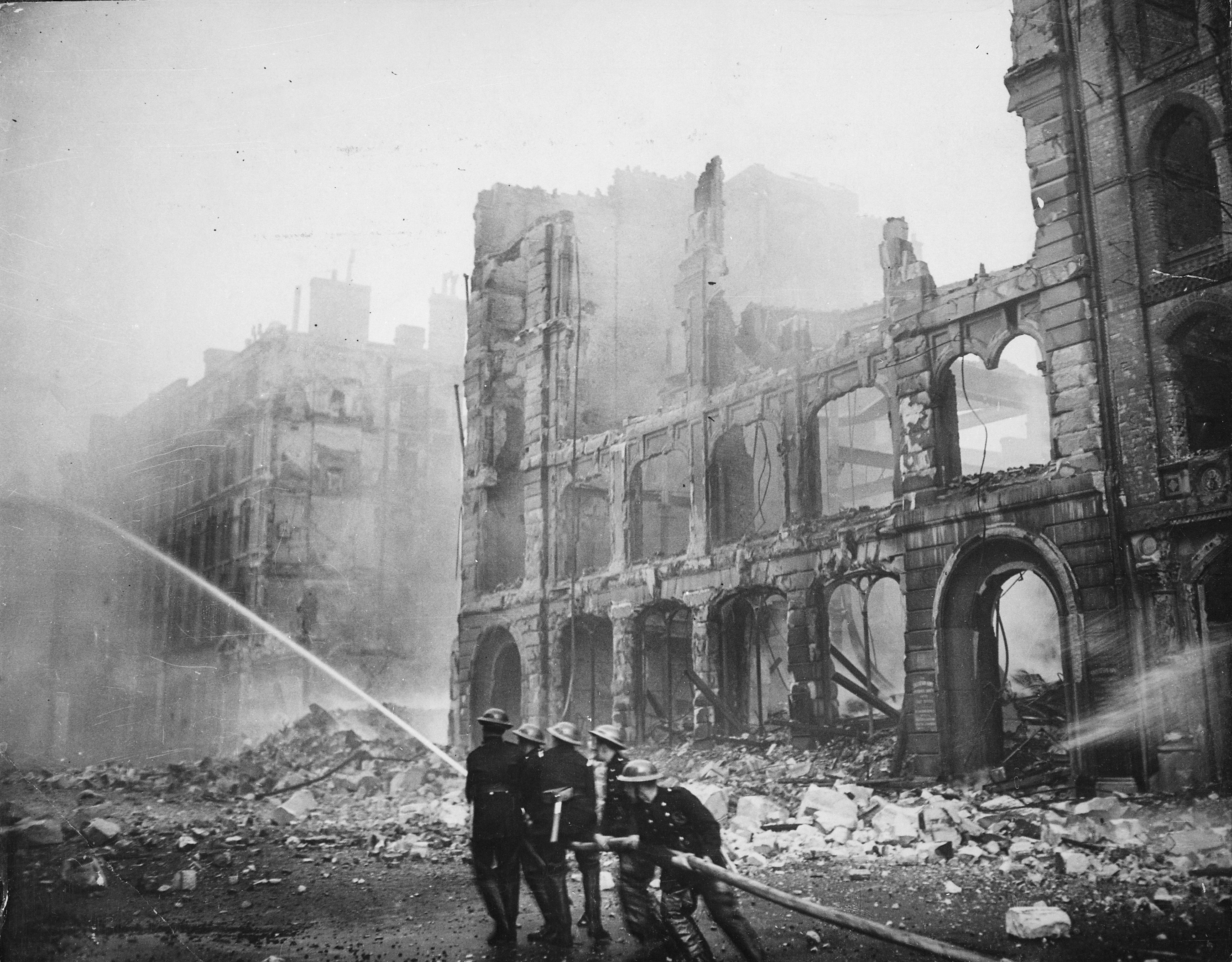
Löschaktion nach einem Bombenangriff auf London, 1941

Während des Überfalls auf Polen waren Machthaber und Bevölkerung froh, dass Großbritannien und Frankreich „stillhielten“ („Sitzkrieg“) und Deutschland keinen Zweifrontenkrieg aufzwangen. Darum griff die Luftwaffe England nicht an (außerdem war sie mit der Vorbereitung des Westfeldzuges beschäftigt, dessen Beginn am 10. Mai die Alliierten sehr überraschte).
Als die Wehrmacht im Mai 1940 die Niederlande besetzte, kam Königin Wilhelmina nach London. Im Juni 1940 kam König Haakon VII. mit dem britischen Kriegsschiff Devonshire nach Großbritannien, nachdem die Wehrmacht Norwegen besetzt hatte.
1941 kamen wegen des Balkanfeldzuges Peter II. von Jugoslawien und Georg II. von Griechenland. Auch einige Exilregierungen waren in London.
Nach dem unerwartet schnellen Ende des Westfeldzuges (kapitulationsähnlicher Waffenstillstand am 22. Juni 1940) besetzte die Wehrmacht ganz Nordfrankreich; damit hatte sie viele Flugplätze südlich des Ärmelkanals und konnte besser (kürzere Anflugzeit und -strecke; weniger Vorwarnzeit für britische Abfangjäger) England angreifen. Hitler hoffte eine Zeitlang, die britische Regierung durch die Luftschlacht um England zu Friedensverhandlungen veranlassen zu können.
Während des Zweiten Weltkriegs wurde London, wie zahlreiche andere britische Städte auch, von Bombern der deutschen Luftwaffe angegriffen. Vor allem der Osten der Stadt war von „The Blitz“ betroffen. Vor Beginn dieser Angriffe waren Hunderttausende von Kindern aufs Land evakuiert worden, Zivilisten suchten Schutz in tief liegenden U-Bahn-Stationen. Vom 7. September 1940 an wurde London während 76 aufeinanderfolgenden Nächten bombardiert. Die Angriffe wurden bis zum 10. Mai 1941 fortgeführt und flauten dann merklich ab. Eine zweite Angriffswelle folgte von Juni 1944 bis April 1945 mit Raketen des Typs V1 und V2. Bis Ende des Krieges starben knapp 30.000 Einwohner, über 50.000 wurden schwer verletzt. Zehntausende Häuser (vor allem in den Docklands) wurden zerstört und Hunderttausende Einwohner obdachlos.

### Nachkriegszeit
Nur drei Jahre nach Ende des Krieges – die Stadt hatte die Folgen noch kaum überwunden – fanden die XIV. Olympischen Sommerspiele statt; Hauptveranstaltungsort war das Wembley-Stadion. Der Hauptflughafen Croydon Airport wurde geschlossen und durch den neuen Flughafen London Heathrow ersetzt. Der Wiederaufbau ging in den ersten Jahren nur langsam voran. Das 1951 durchgeführte Festival of Britain war so etwas wie ein Wendepunkt und wurde als Signal für eine bessere Zukunft verstanden.

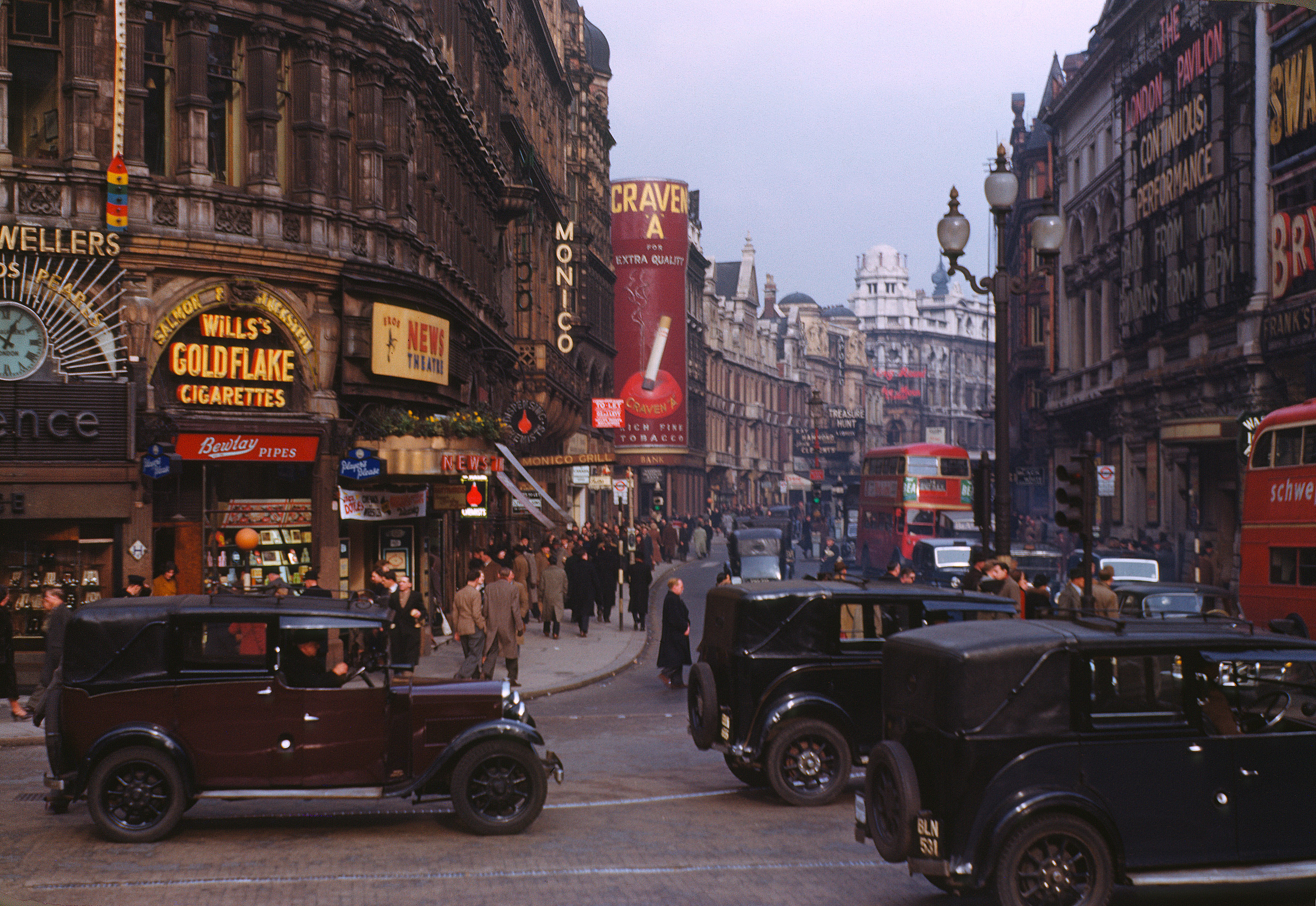
Blick in die Shaftesbury Avenue im Stadtzentrum, 1949

Seit dem frühen 19. Jahrhundert verwendeten die Einwohner Londons Kohle, um ihre Wohnungen zu heizen, was eine starke Rauchentwicklung mit sich brachte. Durch die häufigen Inversionswetterlagen senkte sich der Rauch im Winter wie eine Decke über die Stadt und verband sich mit dem Nebel. Der Begriff Smog entstand zu Beginn des 20. Jahrhunderts. Im Dezember 1952 war der Smog derart dicht, dass in nur fünf Tagen über 4000 Menschen an Lungenkrankheiten starben (weitere 8000 an den Spätfolgen). Als Reaktion auf diese Smog-Katastrophe wurde der „Clean Air Act“ (Gesetz für saubere Luft) erlassen, ein Bündel von Maßnahmen, um die Luftqualität in der Metropole nachhaltig zu verbessern. Seitdem gibt es diese Art von Wintersmog in London kaum noch.

Größenvergleich zwischen County of London (rot) und Greater London (rosa)

In den ersten Nachkriegsjahren war die Wohnungsnot ein ernsthaftes Problem, da während des Krieges viele Wohnhäuser zerstört worden waren. Die Behörden reagierten mit dem Bau von Wohnblocks. Da man auch die Beschränkung der Höhe von Bürohochhäusern aufhob, änderte sich das Stadtbild Londons grundlegend. Mit verschiedenen Anreizen wurden die Stadtbewohner dazu ermuntert, sich in Satellitenstädten wie z. B. Harlow, Crawley, Stevenage oder Milton Keynes niederzulassen. Die Einwohnerzahl Londons sank unter 7 Millionen. Mit rigiden Planungsvorschriften wurde die weitere Zersiedelung eingeschränkt. Neue Siedlungen dürfen seitdem nur noch jenseits des Green Belt errichtet werden, einem etwa 5 bis 10 km breiten Grüngürtel rund um das überbaute Stadtgebiet, oder wenn bereits bestehende urbane Flächen neu genutzt werden. 1965 wurde die County of London aufgelöst. An ihre Stelle trat die weitaus größere Verwaltungsregion Greater London.
Ab den 1950er Jahren wurde London zur neuen Heimat einer großen Zahl von Einwanderern, hauptsächlich aus unabhängig gewordenen Commonwealth-Staaten wie Jamaika, Indien und Pakistan. London wurde zu einer der ethnisch vielfältigsten Städte Europas. Vor allem die schwarzen Einwanderer waren aber von Rassismus betroffen und standen in der Sozialstruktur meist an unterster Stelle. Die Spannungen entluden sich 1981 in den Brixton-Unruhen. Von den frühen 1970er Jahren bis Mitte der 1990er Jahre war London als Folge des Nordirlandkonflikts wiederholt Ziel terroristischer Anschläge der IRA.
In den Nachkriegsjahrzehnten büßte London seine traditionelle Rolle als bedeutender Hafen ein, da die alten Anlagen in den Docklands für die großen Containerschiffe nicht geeignet waren und auch nicht ausgebaut werden konnten. Neue Hafenanlagen entstanden weiter östlich in Felixstowe und Tilbury. 1981 begann ein umfangreiches Stadtentwicklungsprogramm, Zehntausende von Arbeitsplätzen der Dienstleistungsbranche wurden von der City of London auf die Isle of Dogs verlagert oder neu geschaffen. In der Canary Wharf entstand ein ausgedehnter Hochhauskomplex, der 1991 erbaute Wolkenkratzer One Canada Square ist das zweithöchste Gebäude Großbritanniens. Seit 1984 schützt die Thames Barrier in Woolwich die Stadt vor Springfluten der Nordsee. Im östlichen Teil der Docklands wurde 1987 der Flughafen London City eröffnet. Mitte der 1980er Jahre begann die Einwohnerzahl wieder anzusteigen.
Die immer heftigeren Auseinandersetzungen zwischen dem von Ken Livingstone angeführten Greater London Council (GLC) und der Regierung von Premierministerin Margaret Thatcher führten 1986 zur Auflösung des GLC. Dessen Kompetenzen wurden zum größten Teil an die Stadtbezirke und teilweise an die Zentralregierung übertragen. London war somit die weltweit einzige Metropole ohne zentrale Verwaltung. Diese aus rein politischen Gründen angeordnete Maßnahme erwies sich als äußerst kurzsichtig und führte zu erheblichen Koordinationsproblemen. Als Ersatz für den aufgelösten GLC schuf die Regierung von Tony Blair im Jahr 2000 die Greater London Authority, nachdem die Bürger Greater Londons in einem Referendum am 7. Mai 1998 mehrheitlich diesem Vorhaben zugestimmt hatten. Ken Livingstone wurde der erste direkt gewählte Oberbürgermeister für ganz London (Mayor of London). Bei den Wahlen 2008 wurde er durch Boris Johnson von der Conservative Party abgelöst.

## 21. Jahrhundert

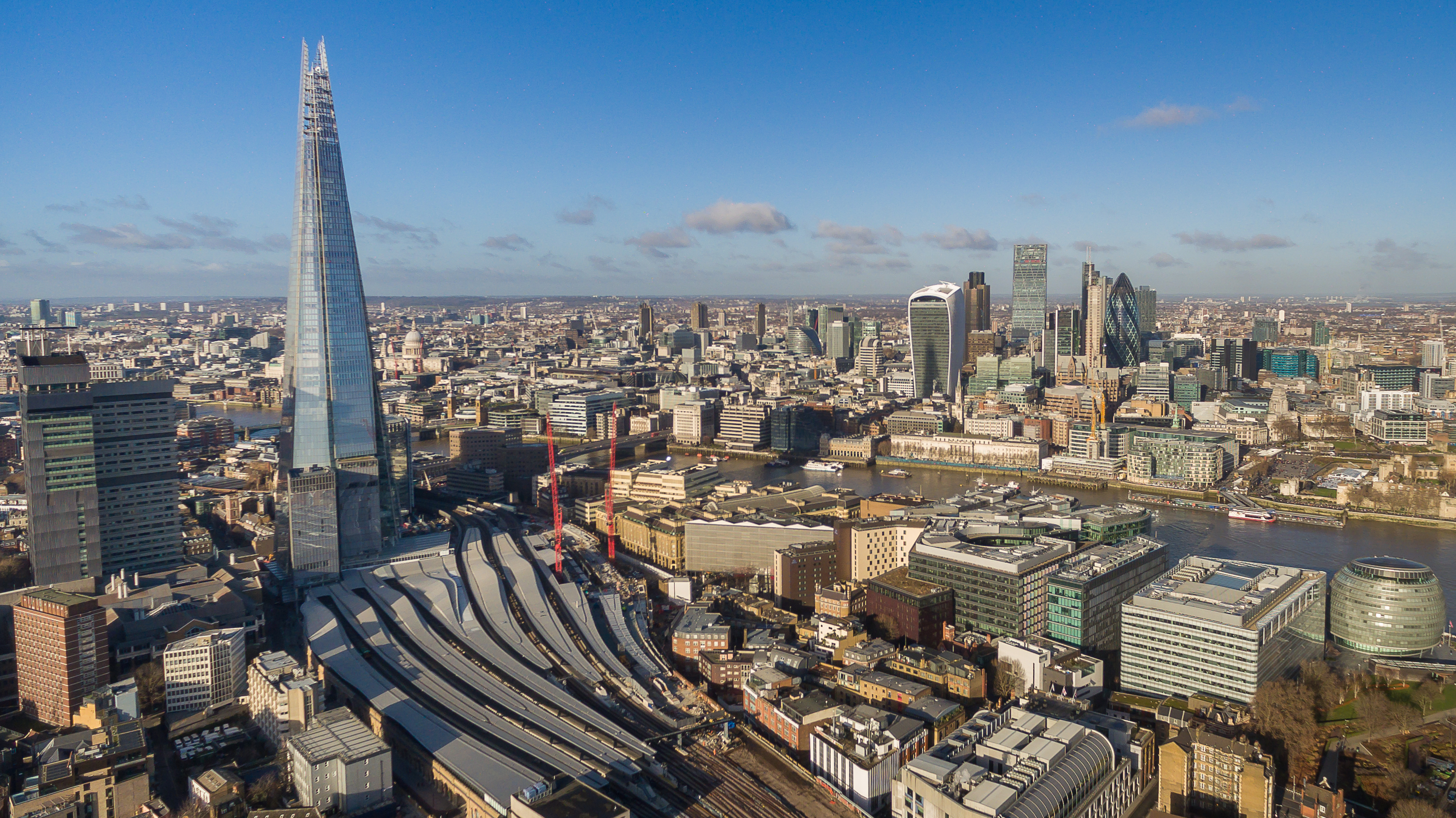
Blick auf den Shard und die City of London, 2017

Um die überhandnehmenden Verkehrsstaus im Stadtzentrum einzudämmen und den vermehrten Gebrauch öffentlicher Verkehrsmittel zu fördern, setzte Ken Livingstone im Jahr 2003 die Einführung der Innenstadtmaut London Congestion Charge gegen erbitterten Widerstand von Anwohnern und Geschäftsinhabern durch. Seitdem haben sich die Verkehrsprobleme ebenso beruhigt wie die anfänglichen Empörungen und Schlagzeilen über die Neuerung.
Der 2004 veröffentlichte London Plan schätzte die Einwohnerzahl der Stadt noch auf 8,1 Millionen bis 2016. Dies wurde mittlerweile übertroffen, nachdem die Greater London Authority die Bevölkerung im Jahr 2015 auf 8,63 Millionen schätzte. Damit ist der bisherige Höchststand von 1939 eingestellt.
Seit den Terroranschlägen am 11. September 2001 galt London, vor allem wegen des Einsatzes britischer Truppen im Irak, als Ziel möglicher Anschläge islamistischer Terroristen. Am 7. Juli 2005 kam es zu vier Bombenanschlägen mit 56 Todesopfern und mehr als 700 Verletzten. In den folgenden Jahren wurden mindestens zwei weitere Terrorakte verhindert. Am 10. August 2006 hatte die britische Polizei mit Unterstützung des britischen Inlandsgeheimdiensts MI5 mehrere Terroranschläge auf Flugzeuge vereitelt. Im Rahmen der Antiterroraktion wurde der Flughafen Heathrow teilweise geschlossen und mehrere Tatverdächtige hauptsächlich in London festgenommen.
London war im Sommer 2011 Ausgangspunkt für landesweite Unruhen, bei denen es zu Vandalismus und Plünderungen kam, und bei denen zahlreiche Personen verletzt wurden. 2011 stieg die Bevölkerung auf über 8 Millionen an, sodass ein neuer Höchststand erreicht wurde. Zum ersten Mal in der Geschichte Londons machten weiße Briten („white british“) weniger als die Hälfte der Einwohner aus. Im Jahr 2012 fanden die Olympischen Sommerspiele in London statt. Hauptaustragungsort war der neu errichtete Olympiapark. 2013 wurde der Wolkenkratzer The Shard, das höchste Gebäude Westeuropas, eröffnet.
Beim Terroranschlag in London am 22. März 2017 auf der Westminster-Brücke und im benachbarten Regierungsviertel, den die Terrororganisation Islamischer Staat für sich beanspruchte, starben insgesamt vier Menschen. Beim islamistisch motivierten London Bridge Attack, dem Anschlag am 3. Juni, wurden acht Menschen ermordet und mindestens weitere 48 verletzt. Die islamfeindliche Tat am 19. Juni, also 17 Tage später forderte ein muslimisches Todesopfer. Am 15. September 2017 wurde ein Attentat in der U-Bahn-Station Parsons Green ausgeführt, bei dem mindestens 30 Personen verletzt wurden.